# Ґустав Клімт
Ґу́став Клімт (нім. Gustav Klimt, 14 липня 1862, Відень, Австрійська імперія — 6 лютого 1918, Відень, Австро-Угорщина) — австрійський художник і графік, символіст. За провідним фахом — художник-декоратор, дизайнер малюнку тканин. Один з найвидатніших представників віденської сецесії, професор Віденської та Мюнхенської академій.

## Біографія
Народився 14 липня 1862 року в тодішньому віденському передмісті, у будинку на Baumgarten Nr. 4. Він був старшим сином Ернста Клімта (вихідця з Богемії, гравера по золоту, художника) та Анни Розалії Фінстер, яка замолоду мріяла про кар'єру оперної співачки, але натомість займалася вихованням сімох дітей.
Брати Ернст Клімт Молодший та Ґеорґ Клімт також були митцями: Ернст (помер у 1892 р.) — живописцем, а Ґеорґ — скульптором, різьбярем, виготовляв рами для робіт Ґустава.
Ґустав був замкненою людиною, не любив вступати в суперечки й виступати на людях. Часто впадав у депресію. «Тільки щоденна праця допомагає мені підтримувати психічну рівновагу», — зізнавався Ґустав у листі до брата.
Дослідник життя й творчості художника Фрідл згадував: «Його дні були розписані по годинах, відповідно до того міщанського способу життя, який він для себе прийняв і до якого вже встиг звикнути. Будь-яка зміна в звичному розкладі дня дратувала його й надовго вибивала з колії. Він вважав, що якщо день ретельно розпланований, то він стає довшим, і можна встигнути зробити значно більше». «Я не дуже добре говорю й пишу, особливо якщо мені треба сказати щось про себе чи про свої роботи. Тому, якщо хтось хоче дізнатися про мене як про художника чи як про особистість, він повинен уважніше вдивлятися в мої картини і спробувати через них зрозуміти мене і мої думки», — писав він.
Про особисте життя дізнаємося з листів до подруги Емілії Флєґе й коханої Марії Ціммерманн (мали двох дітей). Емілія Флєґе — сестра дружини Ернста Клімта, власниця власного будинку моди, стала близькою подругою Ґустава після смерті його батька й брата. Ці стосунки тривали до кінця життя Ґустава, хоча шлюб не був офіційно зареєстрований.
Нейробіолог Дік Свааб у розділі про сексуальність неодноразово згадує про Клімта, ілюструючи свої тези його роботами, та стверджує, що сам Клімт мав доволі результативне статеве життя, будучи батьком 14 дітей від різних жінок.
6 лютого 1918 року Ґустав Клімт помер від крововиливу в мозок у віденській загальній лікарні. Його могила знаходиться на кладовищі в Hietzing. У 1924 році на його честь названо провулок у Відні: Klimtgasse.

## Творчість

### Ранній етап

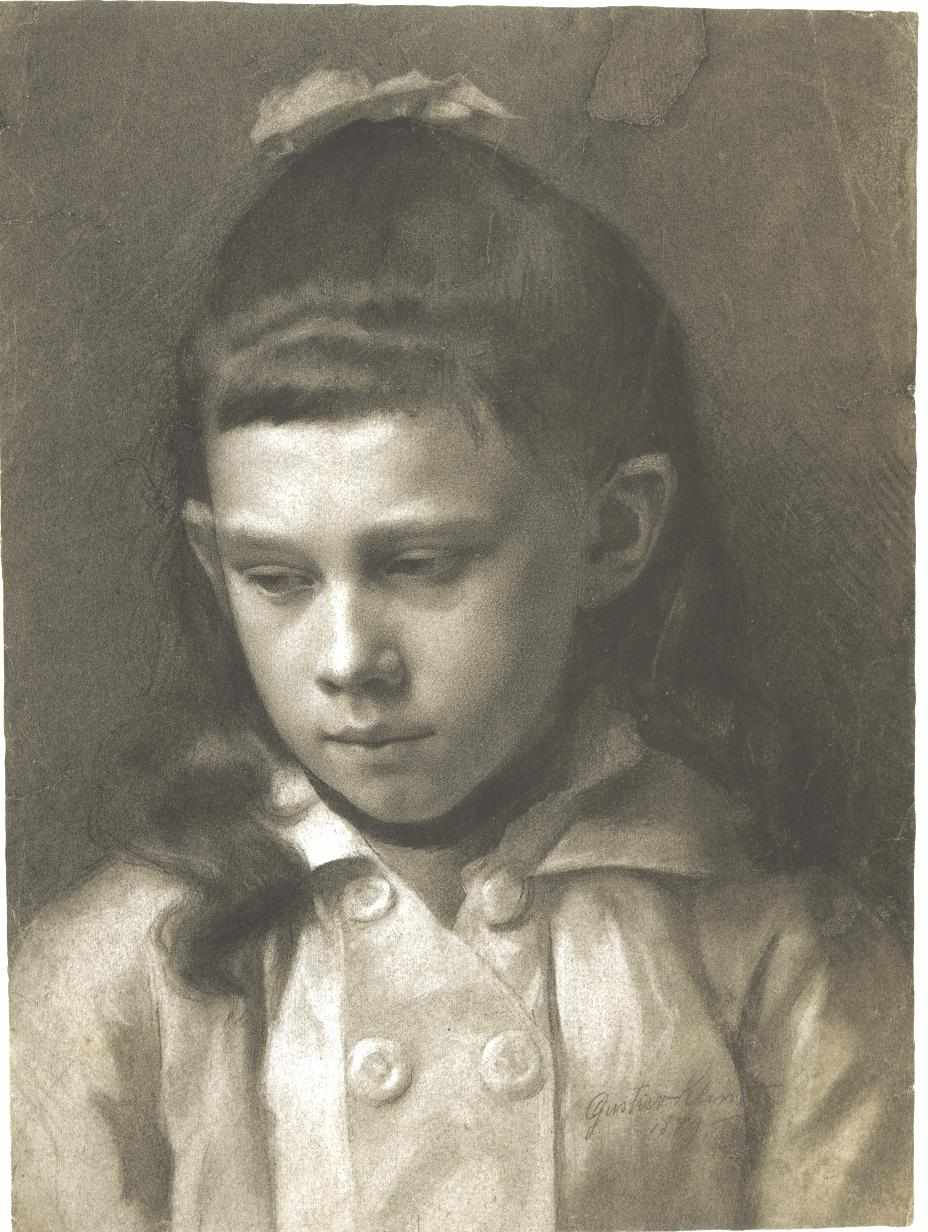
Портрет дівчинки, 1879

Закінчивши чотири класи середньої школи, у чотирнадцятирічному віці Ґустав починає відвідувати найпрогресивнішу на той час школу при Музеї мистецтва й промисловості (Віденське художньо-ремісниче училище), у якій уже навчалися його брати Ґеорґ та Ернст. Тут із 1876 року вивчає малюнок, пізніше починає спеціалізацію в декоративному живописі з різьбярем Фердинандом Ляуфберґером (нім. Ferdinand Laufberger), після його смерті — з Юліусом Віктором Берґером. У 1879 році він працював у Ганса Макарта. У підсумку Ґустав Клімт отримав класичну освіту й став художником-академістом, відточив майстерність, копіюючи античні вази та роботи класиків мистецтва у різних техніках.
Із 1879 до 1892 року він разом із братом Ернстом та Францом Мачем працює в заснованій ними артілі — «компанії живописців». У програмному листі митці стверджували, що у своїй діяльності ітимуть за вчителями й наслідуватимуть минуле. Професори художньої школи схвально ставилися до ідеї учнів створити артіль і навіть підтримували їх у пошуку клієнтів. Про те, що молоді митці рано досягли популярності, свідчить ще той факт, що в 1879 році під керівництвом Ганса Макарта виконували ескізи для святкового оформлення весілля імператора.

#### Замовлення у Відні та передмісті

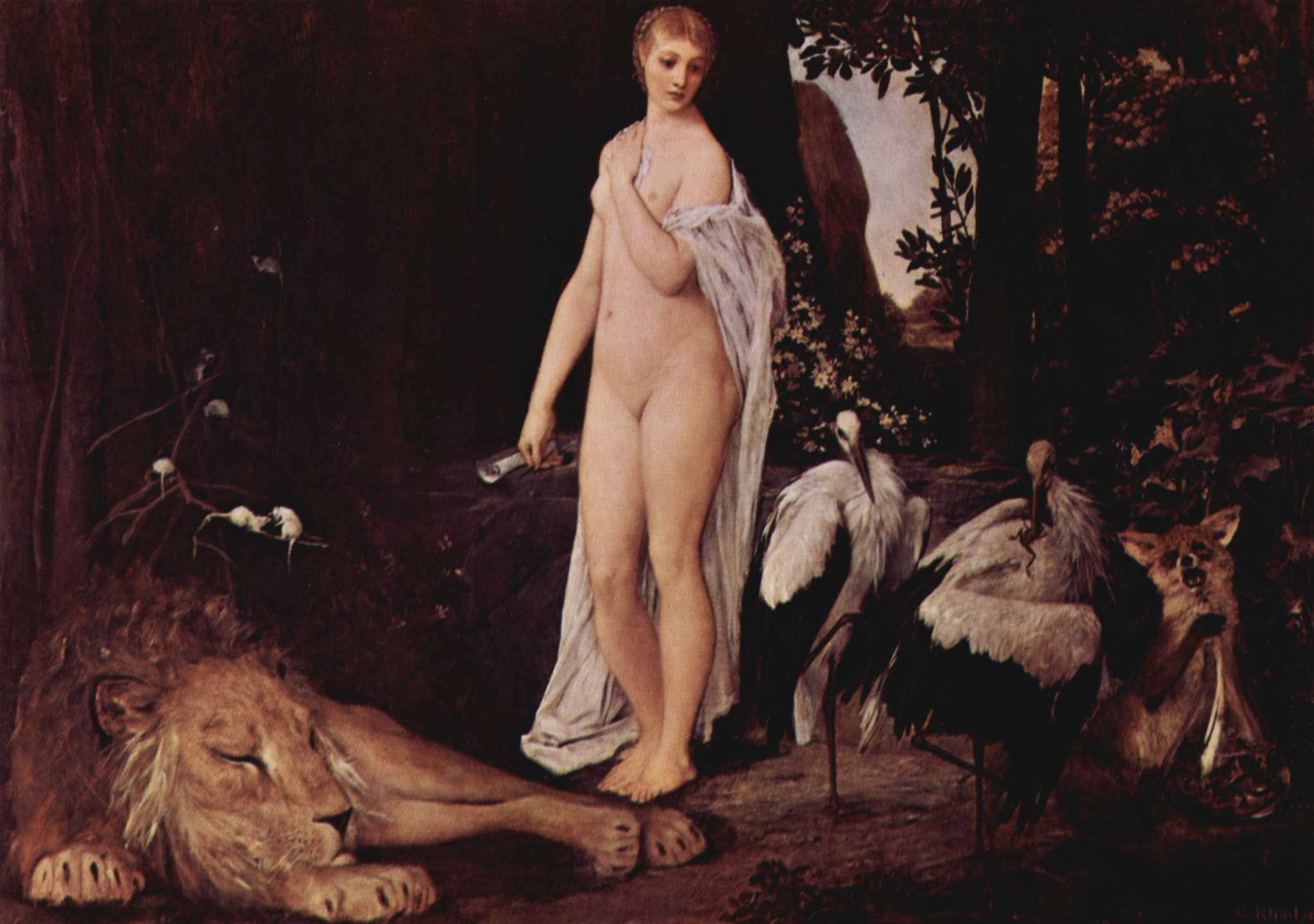
«Байка»,1883 (музей історії Відня

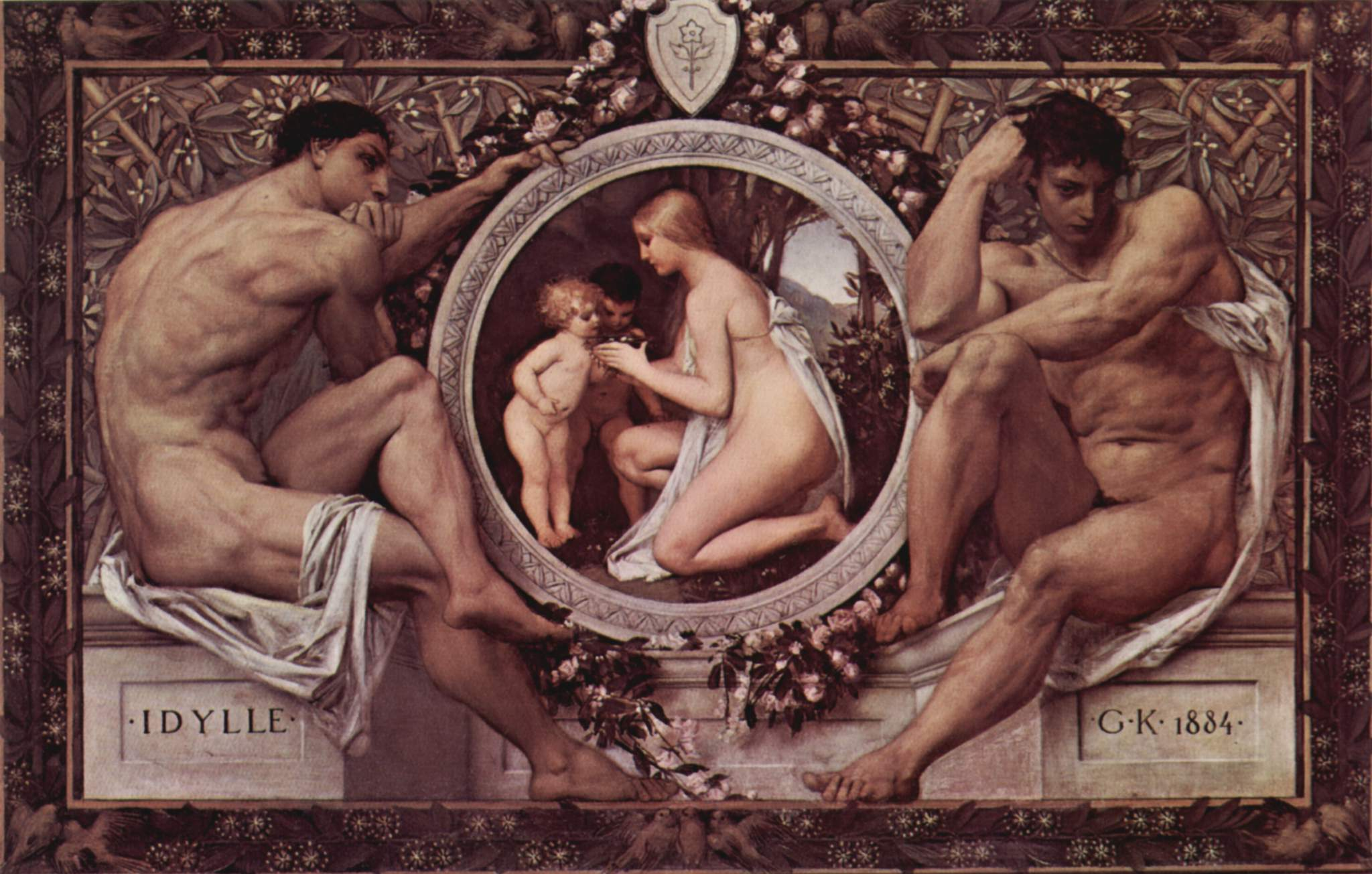
«Ідилія», 1884 (музей історії Відня)

Група живописців отримала замовлення на виконання робіт на Рінґштрассе — відповідно, цей період у творчості Клімта відомий також як «період Рінґштрассе».
Рінґштрассе — історичний центр Відня, де за короткий період у другій половині XIX ст. (після того, як у 1857 році розібрали середньовічні стіни міста) з'явилися нові будівлі. «Компанія живописців» виконує вітражі Вотівкірхе (церква Обітниці). Пізніше — декоративні роботи в королівському палаці Пелеш, Штурань і на віллі Гермес поблизу Відня.
У 1880 році художники виконують розпис стелі віденського палацу Штурані («Чотири алегорії») та павільйону мінеральних вод у Карлсбаді, пишуть портрети з фотографій замовників — у подальшому фотографічна точність стане характерною рисою творів Клімта.
До ранніх індивідуальних робіт Клімта відносяться малюнки «Байка» та «Ідилія», які були виконані для довідника «Алегорії й символи» (1883–1884, видавець Мартін Ґерлах).
«Байка» — на першому плані зображено дівчину (втілення байки, казки), яка тримає перо — ним вона збирається писати на сувої, що лежить на виступі позаду неї. Навколо дівчини розміщено диких звірів, персонажів байок Езопа та Лафонтена. У цій ілюстрації Клімт наслідує Джорджоне та Тіціана.
«Ідилія» — у центральній композиції (тондо) зображено жінку з двома малюками. Із двох сторін композицію оточують дві чоловічі фігури — тут Клімт намагається максимально передати напруження м'язів. Ці зображення нагадують другорядних персонажів розпису Мікеланджело стелі Сікстинської капели, а також фігури Дня й Ночі в гробниці Джуліано й Лоренцо Медічі. Вперше в цій роботі Клімт надає переважну роль рослинному орнаменту. Мармуровий постамент, на якому розміщено центральний медальйон, уподібнений до могильної плити, що підкреслюється вигравіюваним надписом «IDYLLE».
У 1883 році товариші закінчили художньо-промислову школу й відкрили власну майстерню у Відні. До 1885 року відноситься розпис імператорської вілли «Гермес» — створювалися за картонами Макарта на сюжет шекспірівського «Сну літньої ночі».

##### Розпис Бурґтеатру
У 1886 році «команда трьох» отримує замовлення на оформлення нового Бурґтеатру (будівля архітекторів Ґоттфріда Земпера та Карла фон Газенауера). Темою циклу є екскурс в історію театру від його початку до XIX ст. Загалом було виконано десять робіт, чотири з них належать Ґуставу Клімту: «Вівтар Діоніса», «Театр Таорміни», «Віз Феспіса» («Мандрівна трупа») та «Шекспірівський театр „Глобус“ у Лондоні» (фінальна сцена з трагедії «Ромео та Джульєтта»).
На роботі «Вівтар Діоніса» праворуч і ліворуч розміщено дві оголені фігури молодих грекинь, які з лінивою й величною пластичністю підносять дарунки божеству. Одна з них стоїть навколішки, інша лежить на звірячій шкурі, над дівчатами височіє кам'яна маска бога.
Композиція «Мандрівна трупа» ілюструє уявлення про мандрівних акторів, які тільки-но увійшли до міста. Молодих хлопців зображено біля заквітчаного візка, який слугував також і сценою. Найвищою є фігура актора в білому хітоні й масці, він простягає руку до глядачів — матерів, що гуляють з дітьми, старої, яка уважно споглядає за спектаклем.
Ранні роботи майстрів виконані переважно олією на штукатурній основі в академічній манері, інтерпретація античних міфів допускається тільки з урахуванням канонів класичного мистецтва.
Роботи у віденському Бурґтеатрі принесли Ґуставу Клімту та його двом партнерам нагороду «Золотий хрест» за досягнення в мистецтві за 1888 рік.
У 1888 році Ґустав Клімт виконав груповий портрет представників вищих кіл, які готуються подивитися виставу в старому Бурґтеатрі (попередня будівля на Міхаелєрпляц, у якій театр перебував до жовтня 1888 року). Полотно «Глядацька зала старого Бурґтеатру у Відні» (нім. Zuschauerraum im Alten Burgtheater in Wien) знаходиться в Історичному музеї Відня, на ньому зображено знаменитих художників, вчених, політиків в оточенні світських красунь. Глядацьку залу бачимо зі сторони сцени. Перші ряди партеру ще порожні. Автор досягнув мети передати індивідуальність кожної людини в колективному портреті, приділивши особливу увагу їхнім обличчям і одягу.

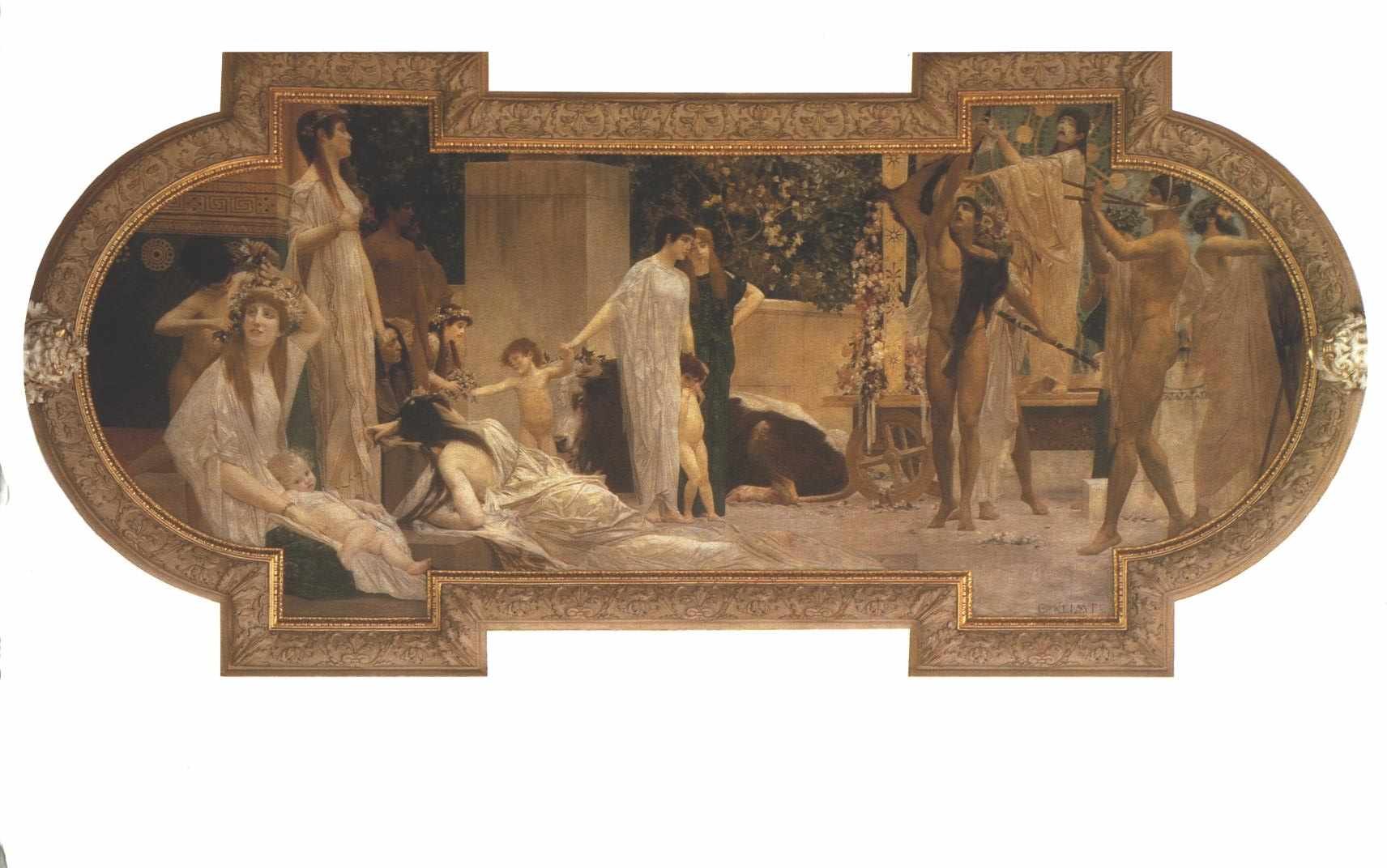
«Віз Феспіса» / «Мандрівна трупа» (варіант ІІ), 1886
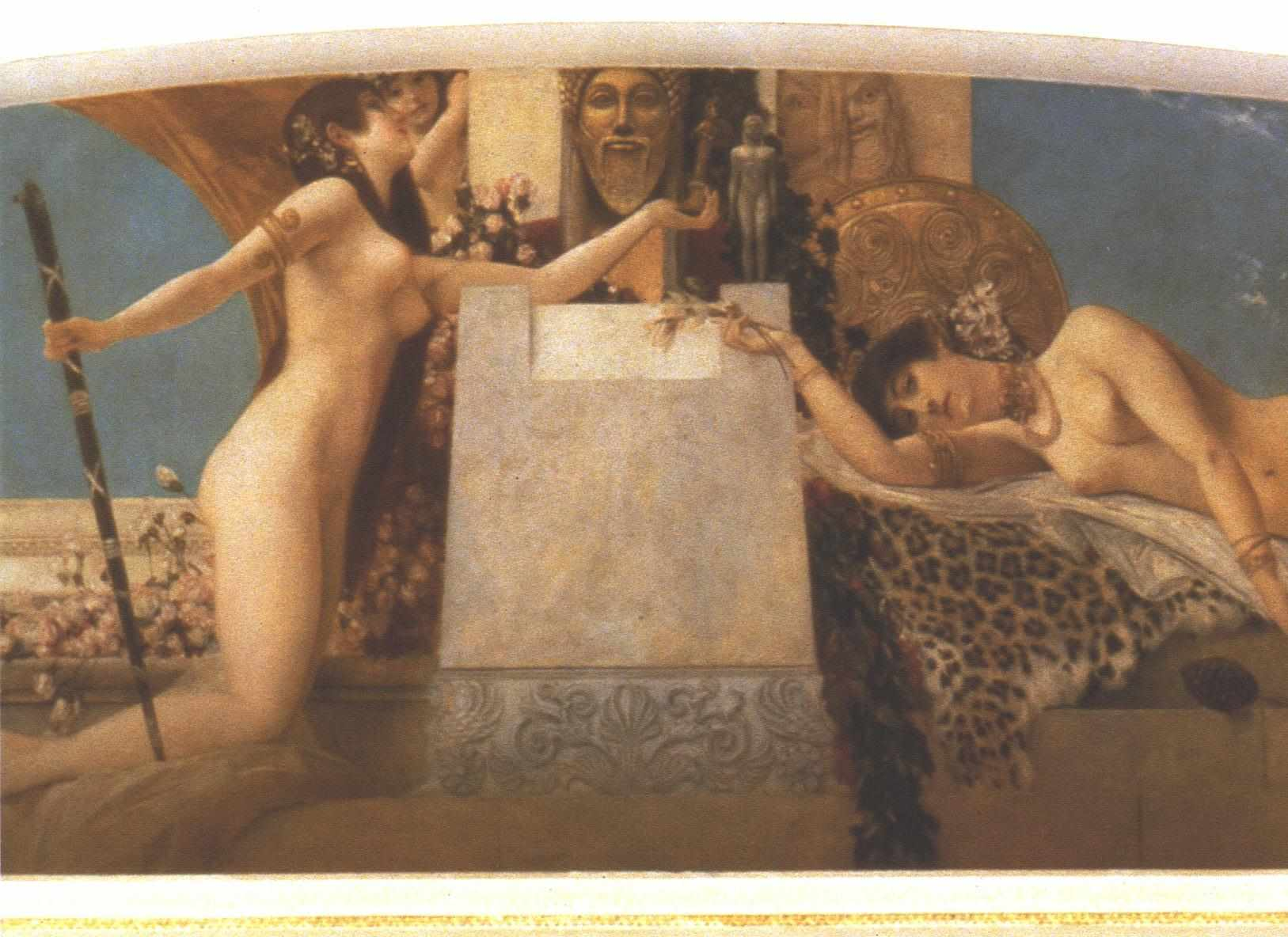
«Вівтар Діоніса», фрагмент
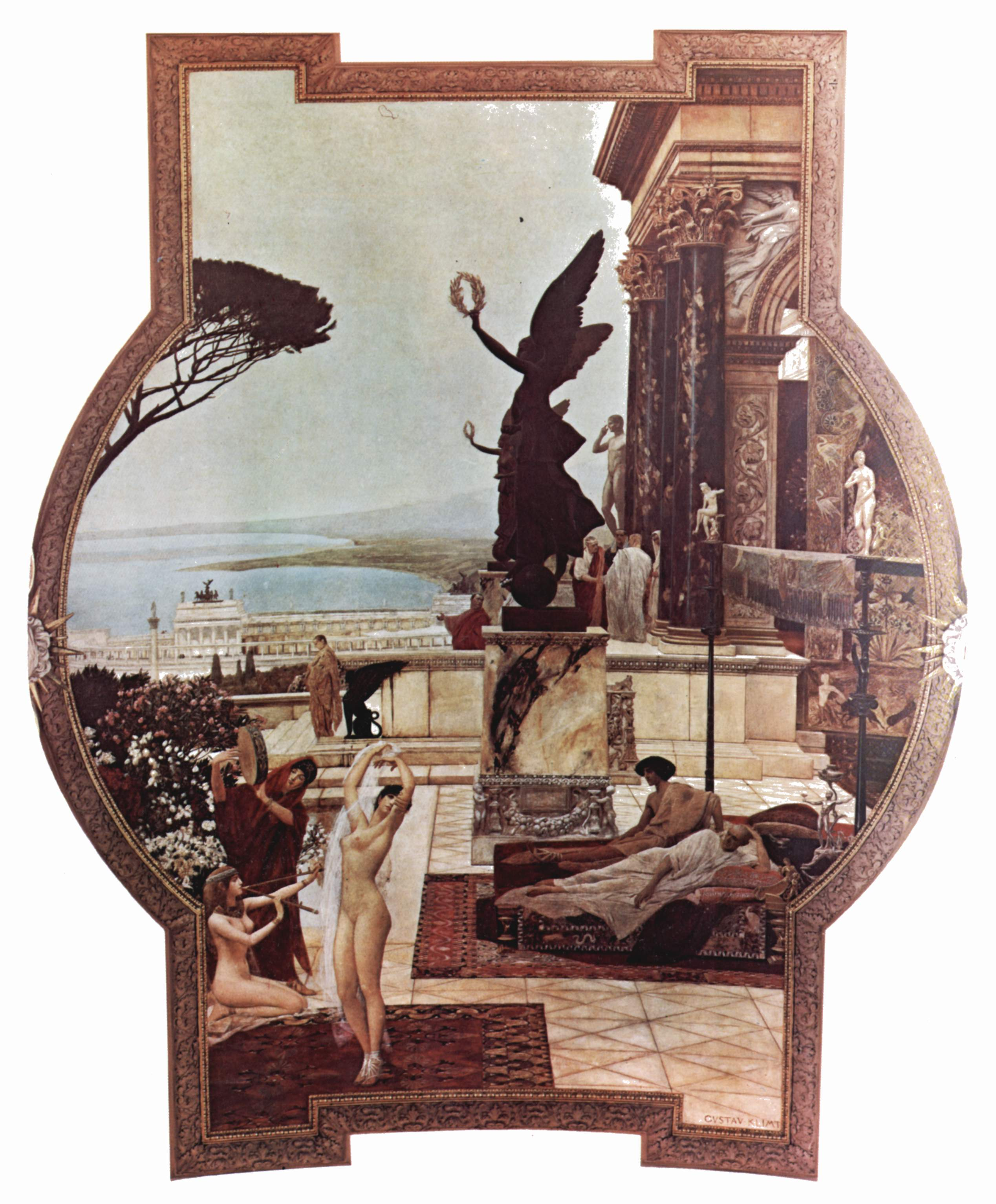
«Театр у Таорміні», 1886–1888
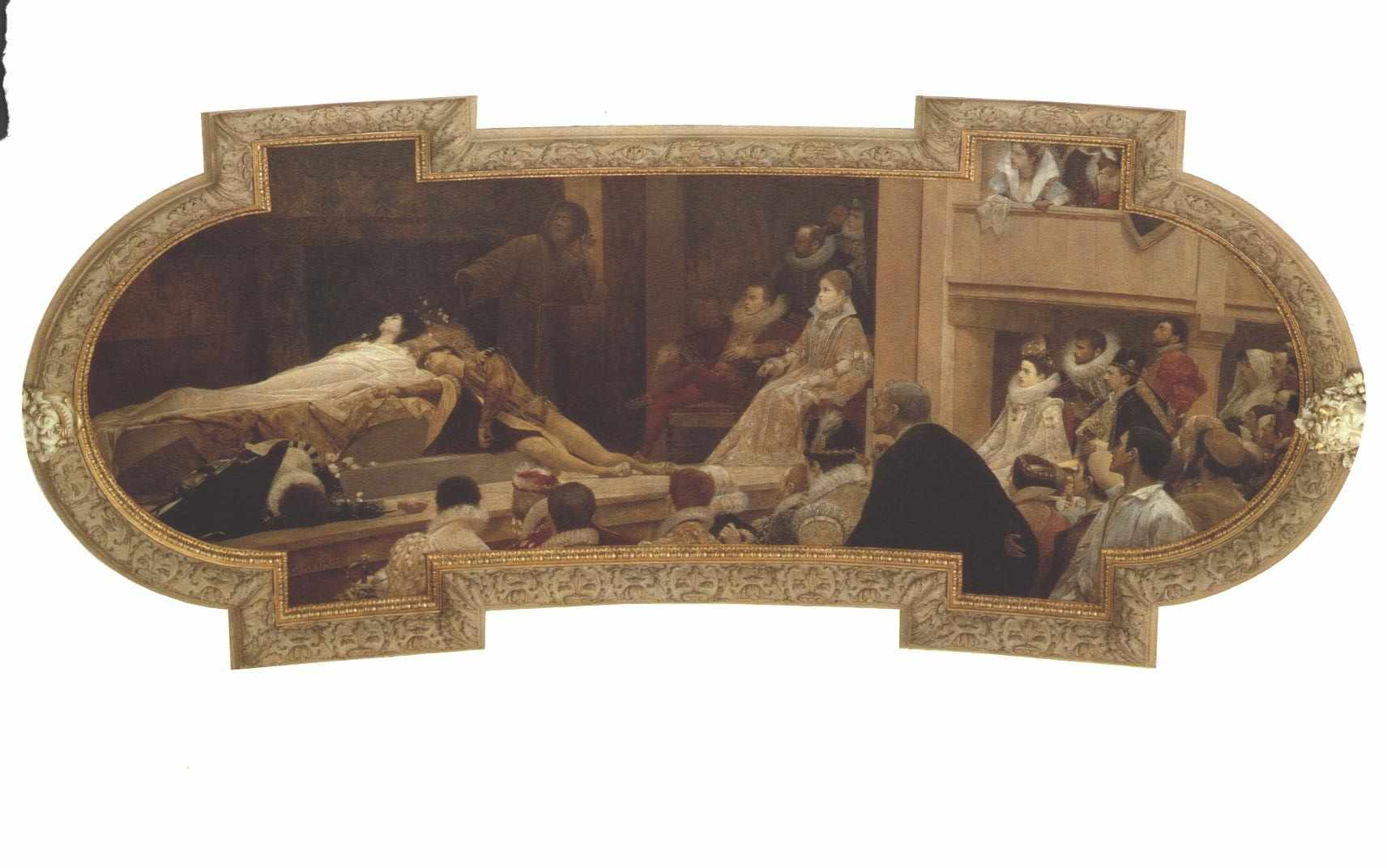
«Театр Шекспіра»
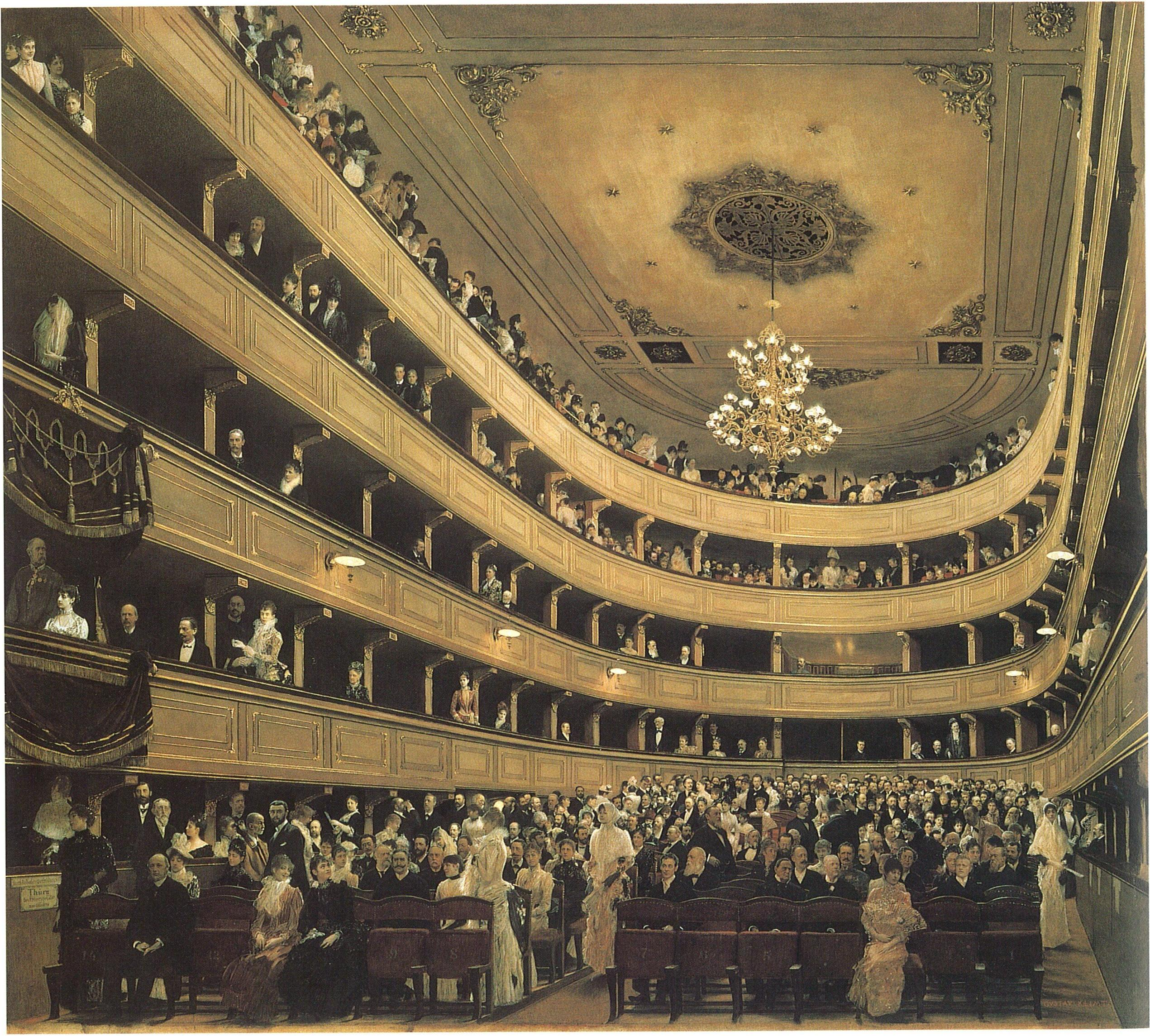
«Глядацька зала старого Бурґтеатру у Відні», 1888

У 1880-ті брати Клімт та Франц Мач оформлюють й інші театри Австро-Угорщини: розписують плафон і створюють завісу для театру в Райхенберґу (Ліберець, Чехія), працювали в Національному театрі Будапешта й Міському театрі Ф'юме (Рієка, Хорватія).
У 1890 році Мач і брати Клімти отримують замовлення на розпис антрвольти й міжколонних ділянок сходів Художньо-історичного музею (нім.: Kunsthistorisches Museum) у Відні. Ґустав виконує сюжет «Дівчина з Танагри».
Останньою роботою Ґустава Клімта раннього періоду можна вважати «Двох дівчат з олеандром» 1890–1892 рр. Фігури віддають всю увагу квітучому олеандру й не контактують з глядачем.
У 1891 році Ґустав став членом Спілки образотворчого мистецтва, у 1893 його обрано професором віденської Академії мистецтв, але міністерство культури відхилило його призначення.

### Вироблення власного стилю
У 1890 році помер Ганс Макарт, у 1892 році — батько й брат (Ернст) художника, що призвело до розпаду «команди трьох». У Клімта починається період депресії, творчої кризи. Ілюстрації, виконані для другого видання «Алегорій і символів» (1895–1897) значно відрізняються від попередніх робіт. Він створює простір у вільнішій і динамічнішій манері, роботи легші й витонченіші. На всіх роботах («Молодість», «Алегорія Скульптури», «Алегорія Трагедії») у центрі розміщено волюметричний образ, який означено рішучим темним контуром. Образ обрамований порожнім і тонко стилізованим простором. Особливої ролі вперше набуває золотий колір у фоні робіт, а також акценти золотих прикрас фігур.
У 1893 році Клімт виїжджає в Угорщину, де зображує інтер'єр палацу родини Естергазі — на виставці у Віденському будинку художників ця робота була нагороджена срібною медаллю.
До перших шедеврів Клімта відносяться роботи «Кохання» й «Портрет актора Йозефа Левінського в костюмі Карлоса» (1895 р.). У них також реалістичне зображення персонажів протиставляється декоративному фонові з яскраво акцентованими площинними проривами. Композиційне вирішення забезпечує рівновагу між порожніми й заповненими ділянками, що руйнує класичну симетрію академічної традиції. Перша картина розкриває тему, вагому для творчості Клімта — пристрасть, якій загрожують ворожі сили. У центрі в тонах від рожевого до бузкового й коричневого зображено двох закоханих, що обіймають одне одного (в європейській живописній традиції з заплющеними очима зображували мерців). Над ними ширяють в повітрі обличчя дитини, бридких жінок. Це загрози, смерть, хвороби, що заважають щастю коханців. На золотому фоні обрамлення зображено рожеві троянди, що нагадують нам про недовговічність й крихкість щастя, кохання.
Йозеф Левінський (1835–1907) — австрійський актор театру, прославився в трагедіях Шекспіра та Шиллера. Актора зображено на темному фоні, з якого білими акцентами виступають комір і манжети сорочки, а також обличчя Йозефа, зображене в три чверті. Для внесення символічного підтексту автор знову використовує широку бордюр-раму, праворуч на якій зображено театральний софіт. Вгорі на золотому фоні зазначено назву роботи. Зліва — золоті квіти, справа згори — три людські фігури. Жіноча фігура може представляти собою героїню опери Верді «Дон Карлос», що є втіленням підступності й зради.
Ґустав Клімт отримає замовлення від грецького підприємця, мецената Ніколауса фон Думби на розпис у музичному салоні Міського палацу Відня — роботи були знищені, разом із деякими іншими, під час пожежі в палаці Іммендорф у 1945 році. До нас дійшов етюд до картини «Шуберт за піаніно» (1899). Таємниче освітлення роботи, урочисті фігури жінок за спиною Шуберта відображають ностальгічний настрій, характерний для модерну загалом, також ймовірний вплив імпресіоністичної техніки на манеру зображення митця. У жіночій фігурі зліва вгадуються риси Марії Ціммерманн.
До музичної теми Клімт повертався неодноразово, в тому числі в роботах «Алегорія Музики», перший та другий варіант. В обох варіантах зліва зображено фігуру жінки, а справа — колос сфінкса. Схилену голову жінки прикрашає вінок з ніжних квітів, її сукня контрастує по кольору із золотистою лірою. Біля ніг жінки, що торкається цитри, — маска Силена, міфологічної фігури. Великі площини локального кольору створюють атмосферу нереальності. Перший варіант знаходиться в Мюнхені, Новій пінакотеці, другий не зберігся.
У цей же час художник виконує портрет піаніста Йозефа Пембаура, який будується на контрастах: колористичному — піаніст у чорному піджаку зображений на червоному локальному фоні, та контрасті між натуралістичним зображенням погруддя чоловіка й орнаментального символічного окантування: праворуч — чоловік грає на цитрі, під його ногами — колона іонічного ордеру, вгорі — умовне зображення зірок. Смисловий контекст символів на широкій рамі доповнює образ піаніста. На задньому фоні бачимо надпис ANNO DOMINI (лат. — «рік Господній») та рік написання роботи римськими цифрами — цим Клімт наслідує середньовічну традицію.

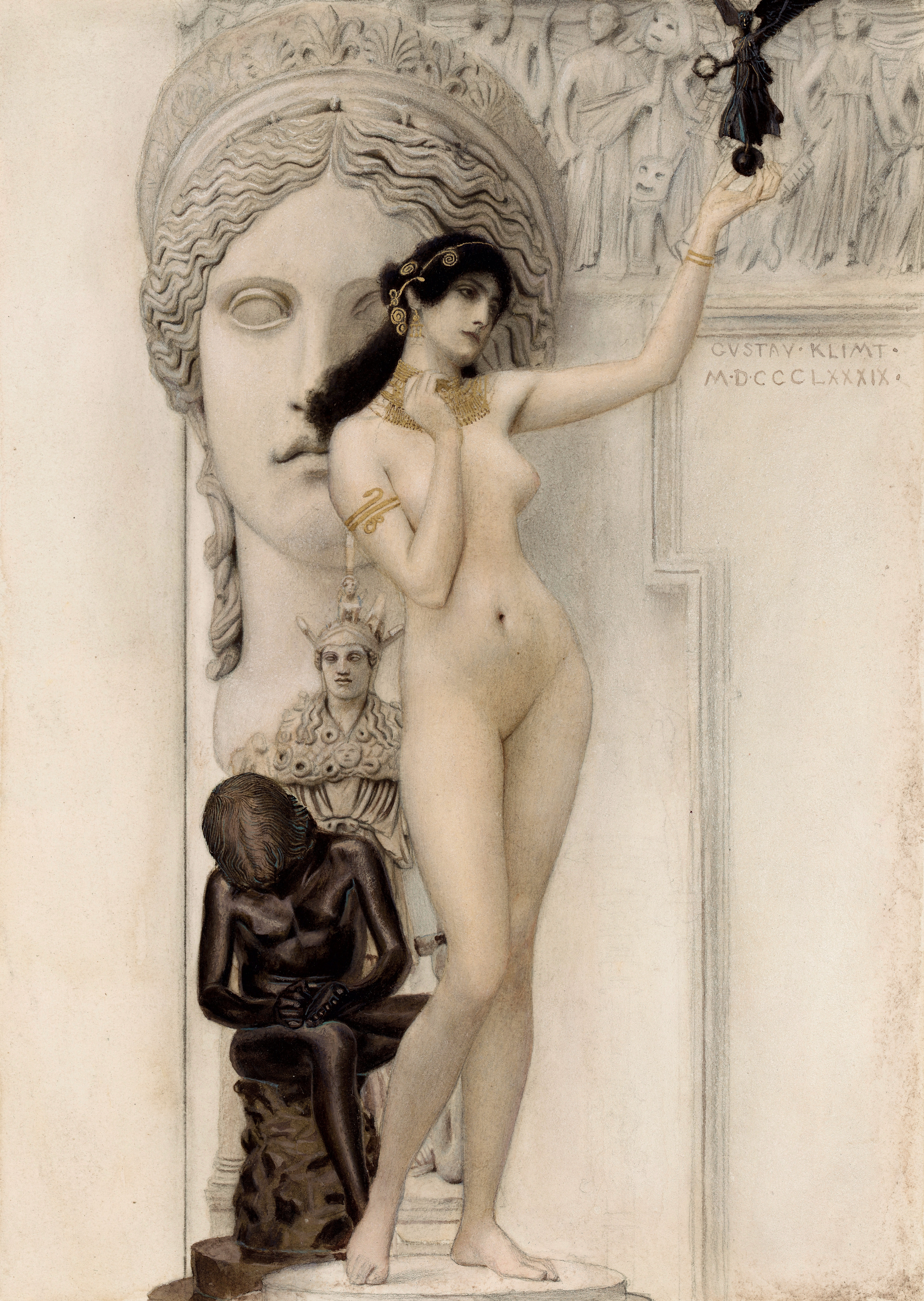
Алегорія Скульптури, 1889 (Австрійський музей прикладного мистецтва)
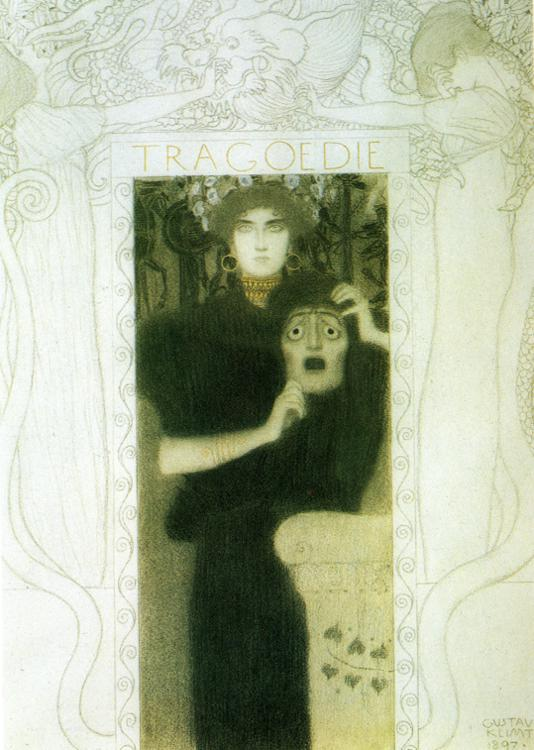
Етюд до ілюстрації «Алегорія Трагедії», 1897 (Музей історії Відня)
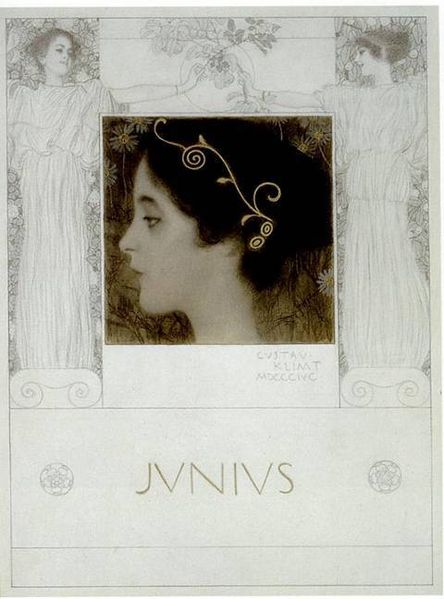
Етюд до ілюстрації «Алегорія Молодості», 1896 (Музей історії Відня)
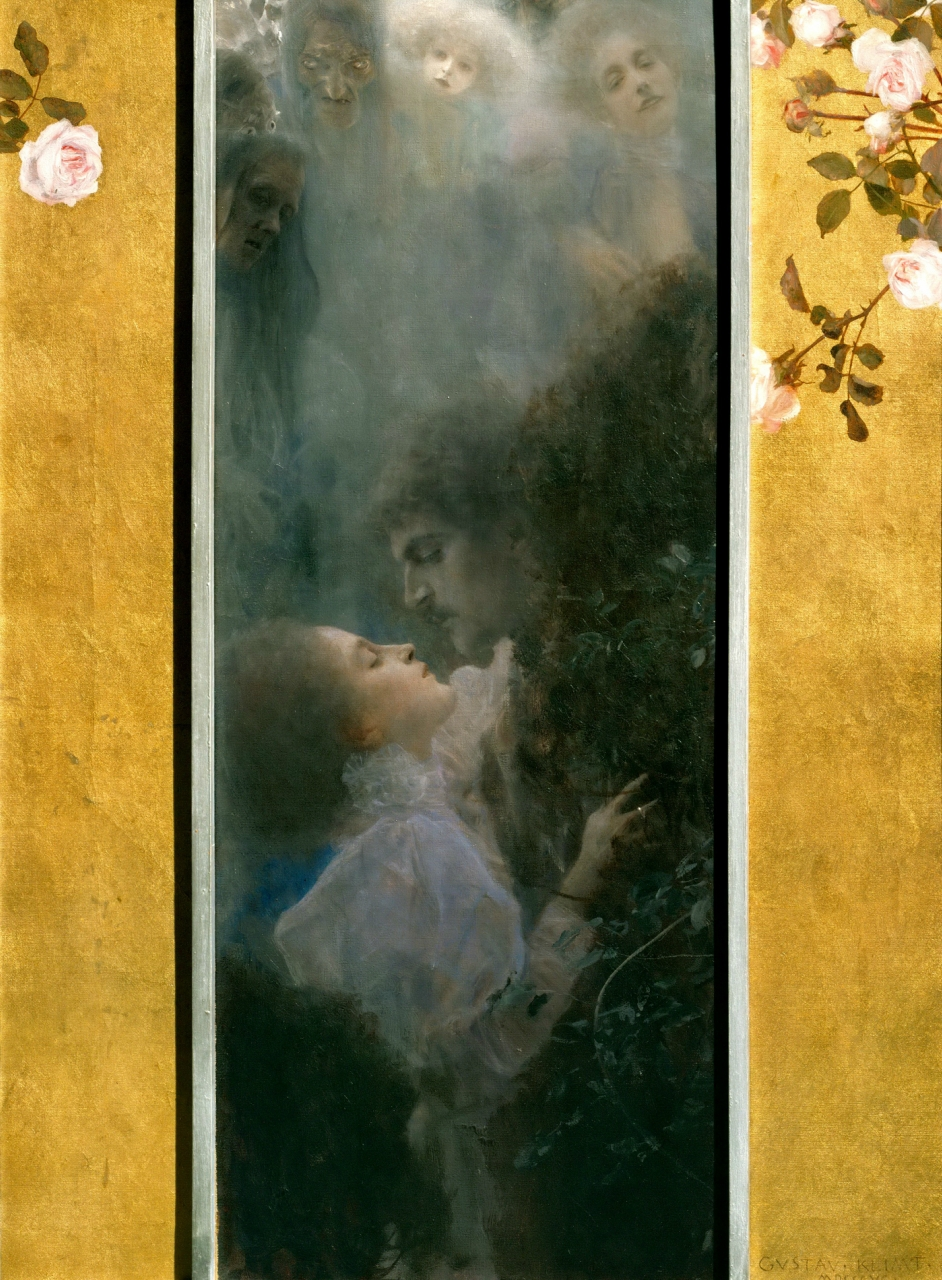
«Кохання», 1895 (Музей історії Відня)
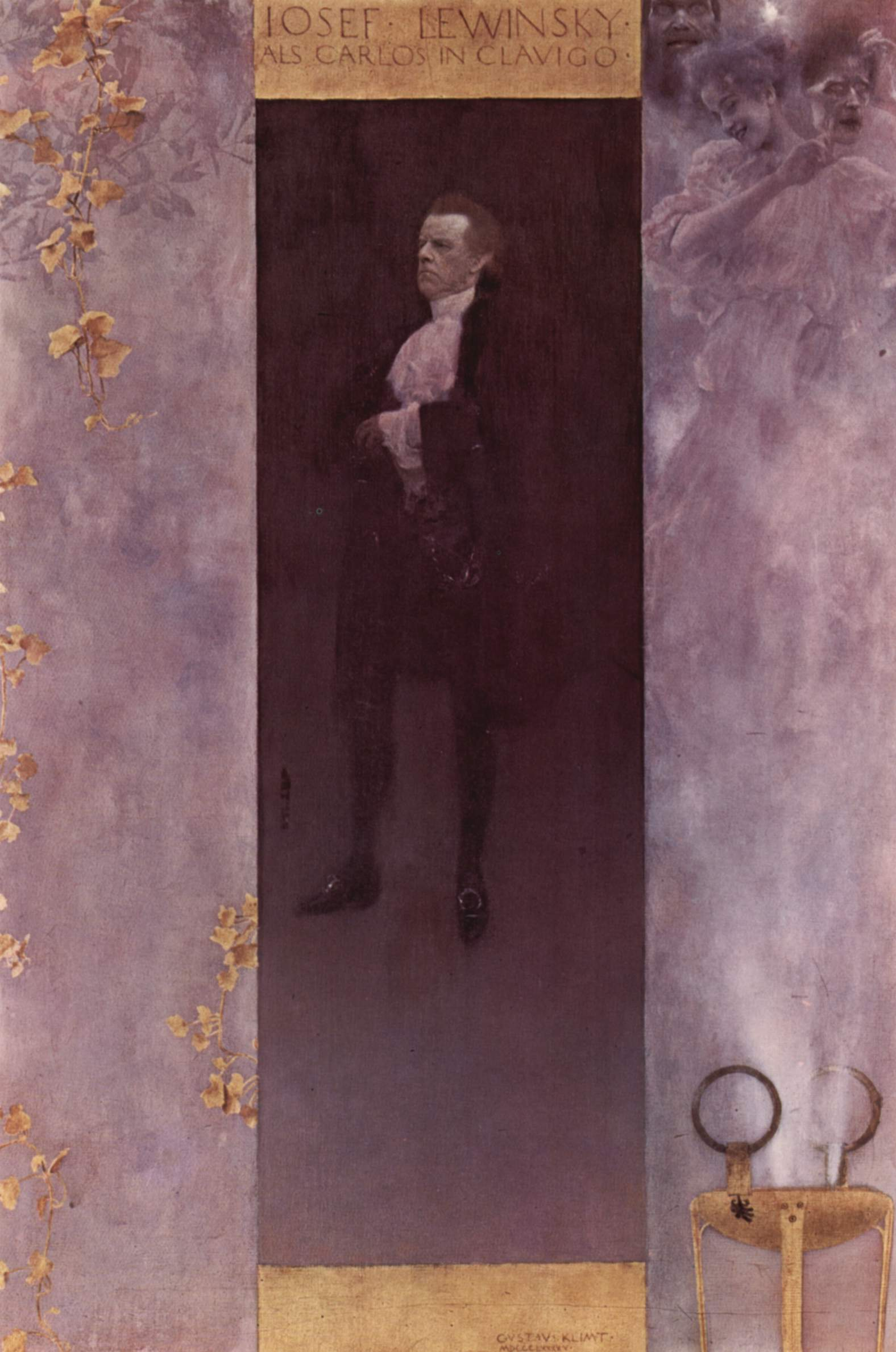
Портрет актора Йозефа Левінського, 1895, Відень, галерея Бельведер
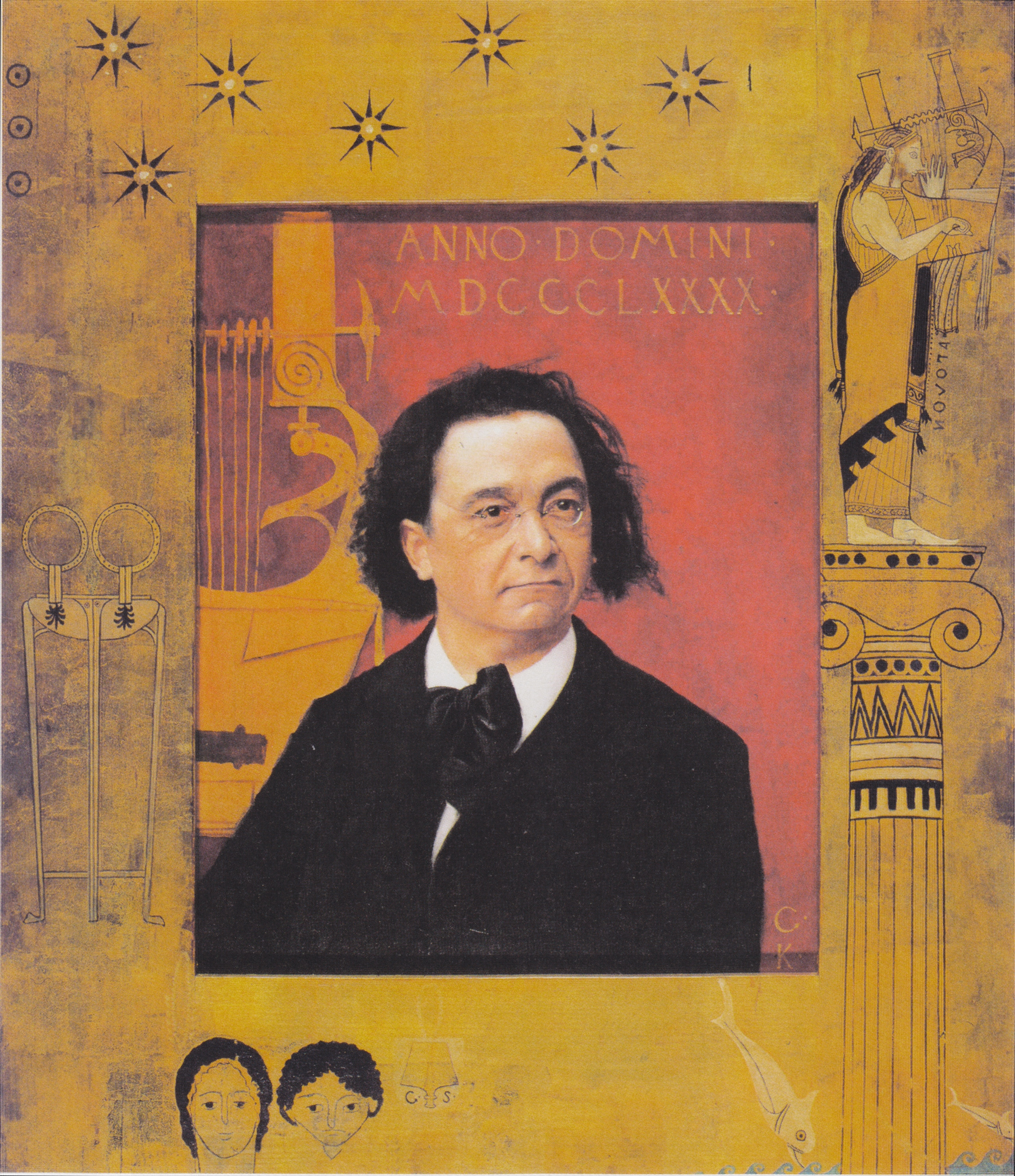
Портрет піаніста Йозефа Пембаура, 1890 (Інсбрук, Тірольський земельний музей Фердинандеум)

### Панно для віденського університету
Див.також —Панно для віденського університету
У 1894 році міністерство освіти доручило Матчу й Клімту розписати стелю великої аудиторії Університету. Обраною темою була перемога світла над темрявою.
Проте за час виконання робіт змінилася політична ситуація в імперії, між 1897–1900 роками загострилася національна проблема. Відбулося повернення влади до абсолютистського й бюрократичного курсу, відповідно влада стала критично ставитися до експериментів молодих художників.
Першим Клімт створив панно «Філософія». Концепція роботи формувалась навколо барокового театру світу («лат. theatrum mundi»), в якому не існує розділу на пекло й рай. Людство ніби перебуває у вакуумі, з темряви проступає велична фігура сфінкса. Внизу полотна — загадкова жіноча фігура, що символізує Знання. Таким чином, робота Клімта не відповідала задуму, не представляла перемоги розуму.
Картину «Філософія» було представлено на сьомій виставці сецесіону 1900 року, 4 березня одинадцять професорів Університету звернулися до Академічного Сенату з проханням не розміщувати роботу Клімта в великій аудиторії. Очолив протест філософ-емпірик Фридрих Йодль, який називав художній досвід Клімта «брудом в мистецтві». Звинувачення з'явилися також в пресі. На підтримку «Філософії» виступила рада Міжнародної виставки в Парижі, нагородивши її золотою медаллю як найкращий іноземний витвір мистецтва.
Не звертаючи увагу на критику і резонанс навколо своєї праці, Ґустав Клімт в березні 1901 р. презентував друге панно — «Медицина». На ньому людство, оголені фігури молодих і старих, перебуває в невизначеному просторі, а смерть огортає їх чорним покривалом. На першому плані стоїть верховна жриця (збереглися кольорові ескізи цієї роботи, на яких жриця вдягнена в червону сукню з золотом). Вона тримає на руках змію. Замість возвеличення науки художник представив безглуздий перехід від життя до смерті.
Суспільна мораль критично віднеслася до зображення оголеної вагітної жінки в верхньому правому куті, а також до пози молодої жінки, зображеної ліворуч. Міністр фон Гартель відмовив у купівлі цього полотна. Сам автор знову продемонстрував байдужість до критики: «Коли я закінчую картину, в мене нема бажання витрачати цілі місяці на те, щоб виправдовувати її перед людьми. Те, що для мене має значення, це не скільком вона подобається, а кому», — зазначив Клімт в інтерв'ю «Віденській ранковій газеті».
Останнім панно стала «Юриспруденція». У ньому автор зобразив суд в вигляді сліпої й жорстокої сили. Перший ескіз картини відноситься до 1898 року. На ньому Юстиція в мантії бореться з силами зла під дощем і вітром. Невдоволені замовники вимагали «більше явної характерності центральної фігури,…більшого спокою в загальному тоні картини й покращення стосовно помітної порожнечі в нижній половині». Ґустав Клімт відповів на цю критику з іронією: в центрі розмістив згорблену фігуру старого чоловіка, який більше схожий на жертву обставин, ніж на злочинця. Його оточують три еринії, які споглядають за тим, як чоловіка буде пожирати темне створіння, схоже на восьминога. За ними вгорі зображено три фігури: Правда, Справедливість і Закон (із табличкою «Lex»). В їхніх ногах — голови безпристрасних суддів. Простір картини ущільнено, він поділяється на два рівні.
Письменник Карл Клаус низько оцінив роботу Клімта через те, що на ній «сутність юриспруденції вичерпується лише злочином й карою». У 1904 році уряд вирішив не рекомендувати панно Клімта для Всесвітньої виставки в Сент-Луїсі. Авторові вдруге було відмовлено в наданні звання професора Академії (після цього Клімт забрав заяву). «Мені вже досить цензури, тепер я працюю на себе. я бажаю звільнитися від цього. Я хочу звільнитися від цих нісенітниць, які мені заважають й не дають працювати», — сказав Клімт в одному з інтерв'ю після того, як викупив панно за гроші мецената Авґуста Ледерера. Разом з іншими роботами художника, панно під час Другої світової війни зберігалося у замку Іммендорф у Нижній Австрії; у травні 1945 р. під час відступу німецькі війська зчинили пожежу у замку, у наслідок якої були знищені картини, які там зберігалися.

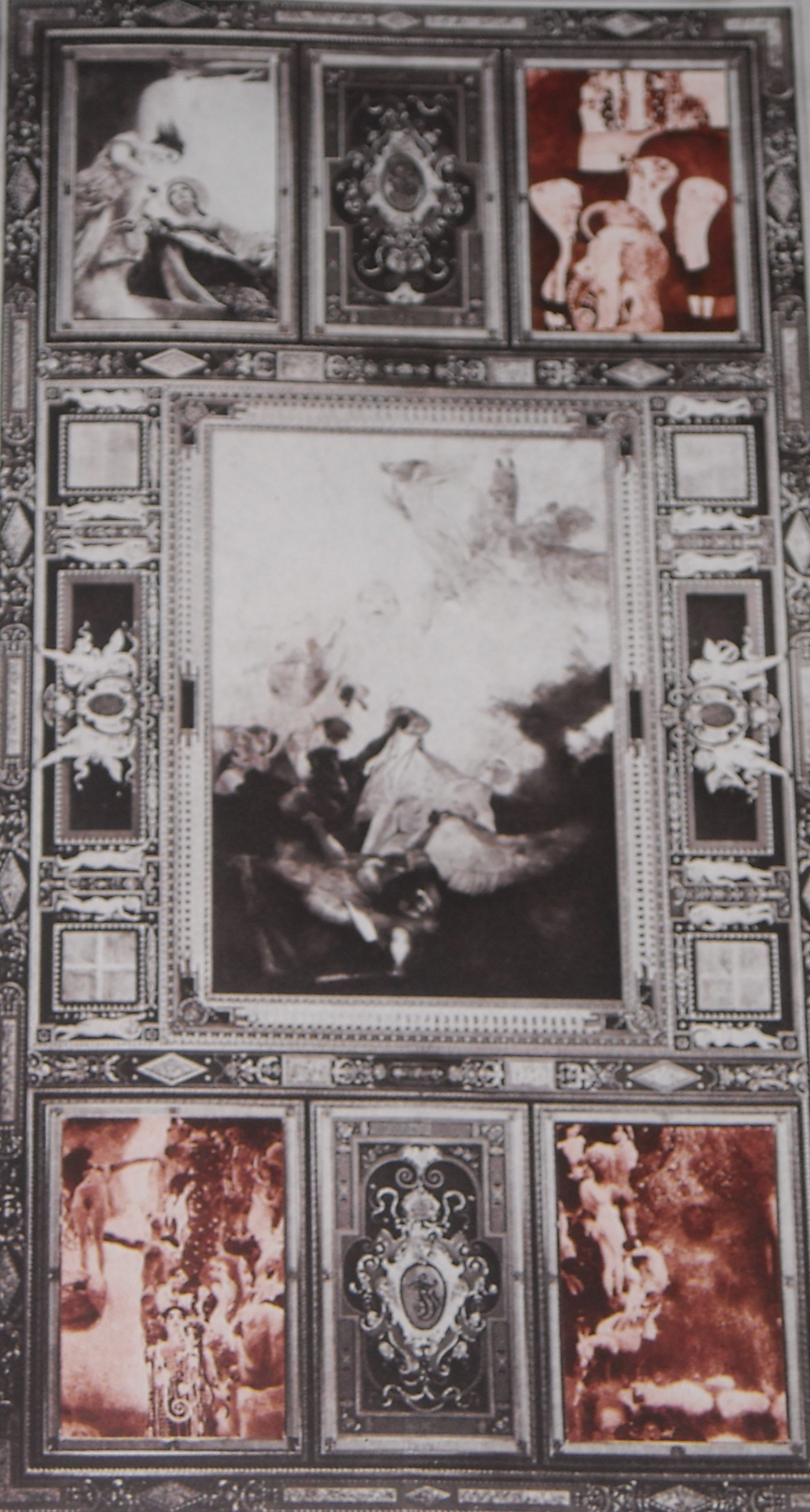
Реконструкція розміщення трьох панно Клімта (виділено червоним) — вгорі «Юриспруденція», внизу ліворуч — «Медицина», праворуч — «Філософія».
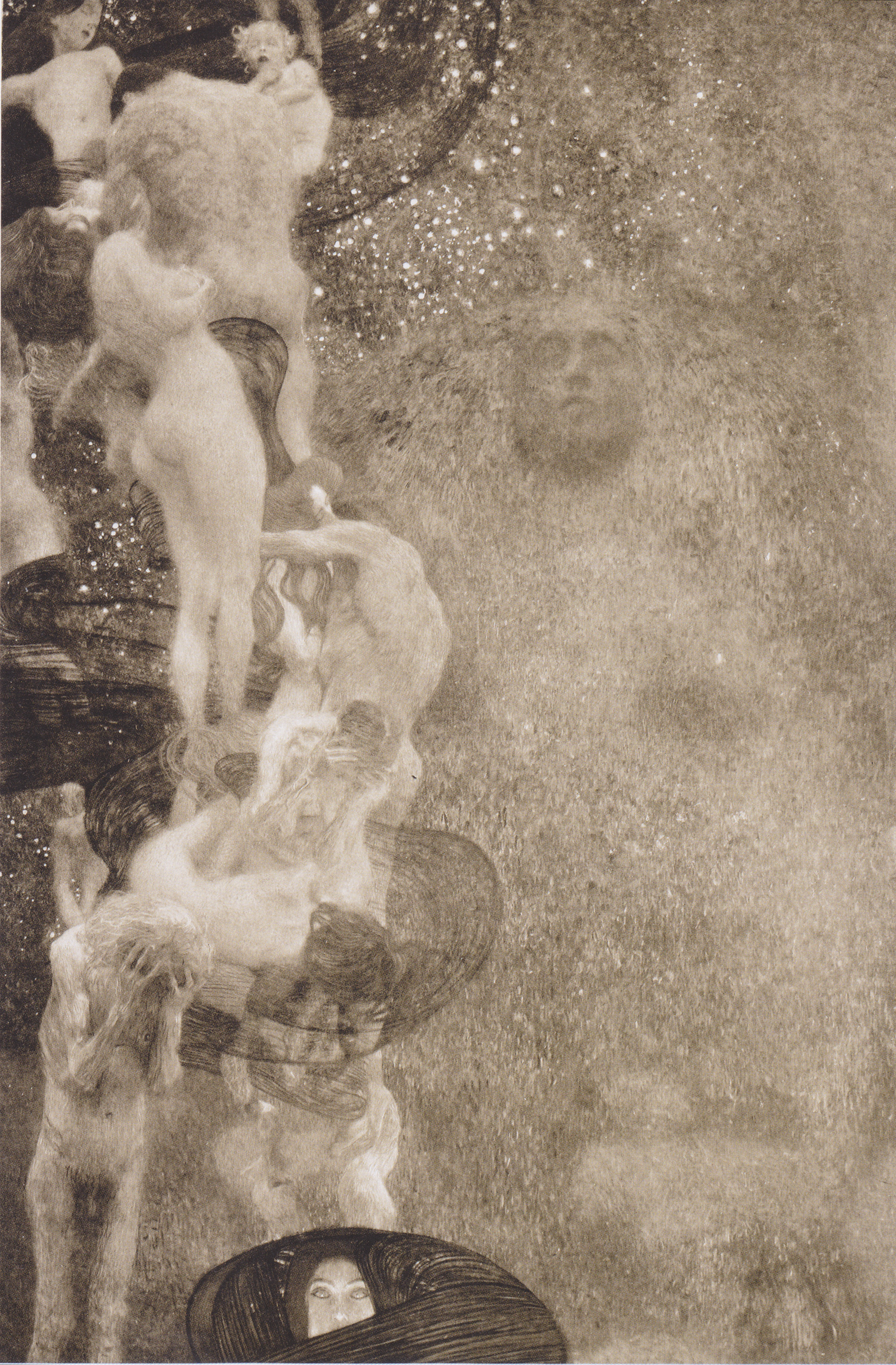
«Філософія» (1898—1900), не збереглася
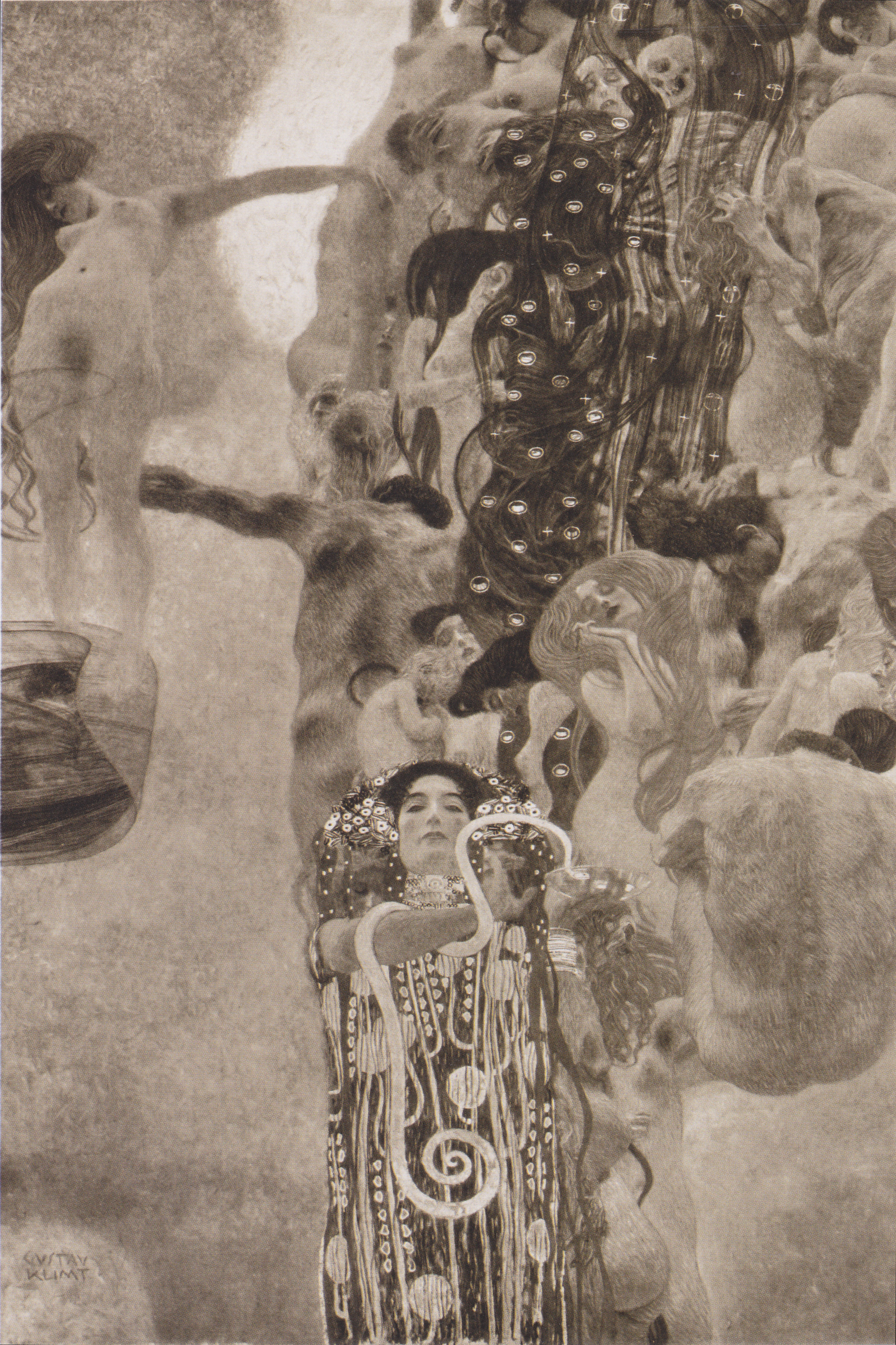
«Медицина», 1900, не збереглася
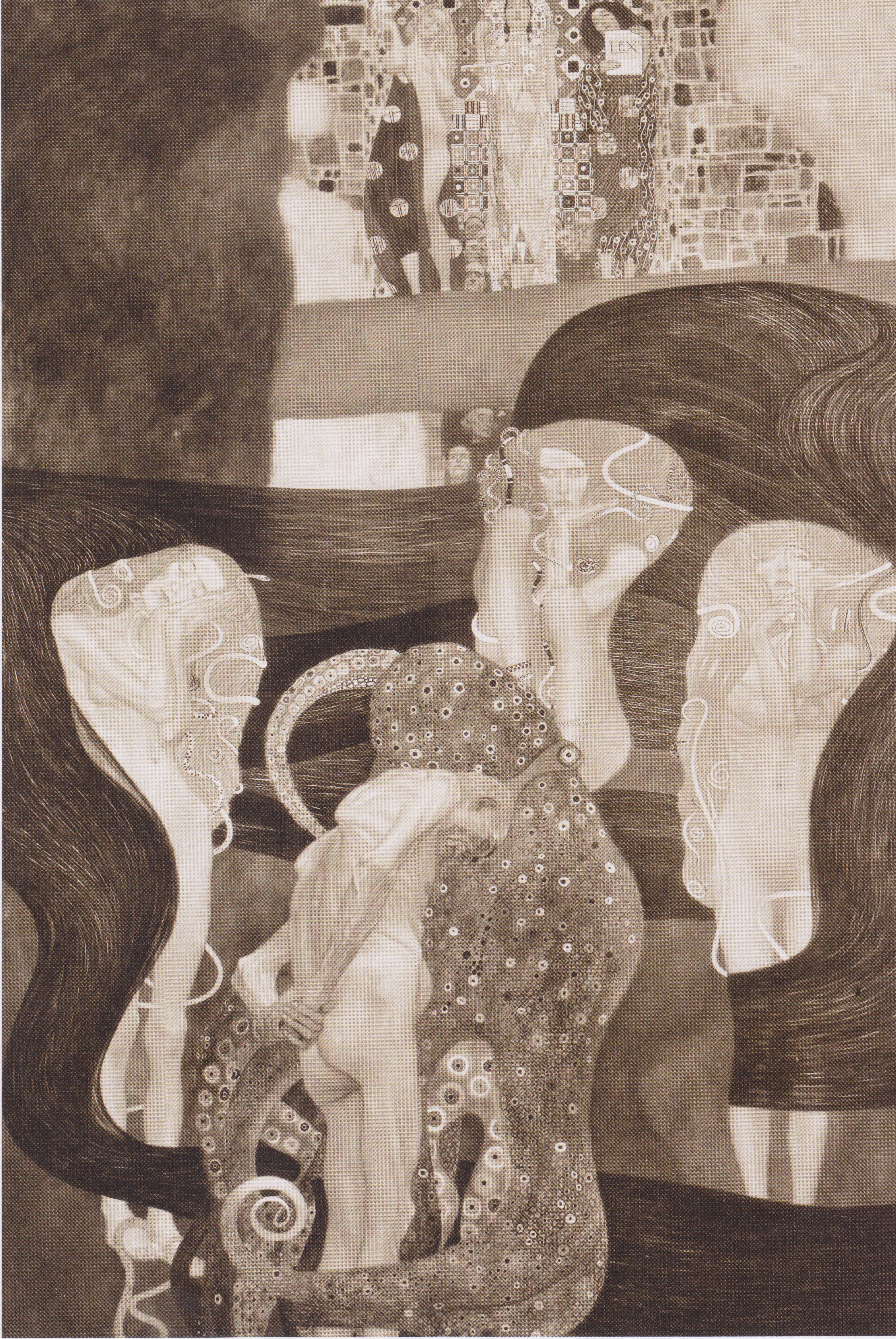
«Юриспруденція», 1903, не збереглася

### Засновник віденського сецесіону
Див.також — Будинок сецесіону.

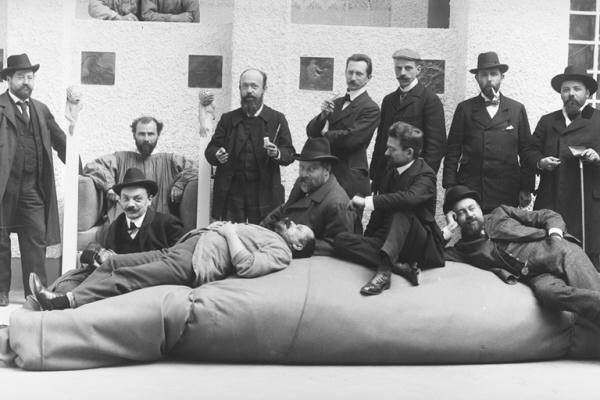
Художники — представники сецесіону в 1902 році (Клімт другий ліворуч, сидить у кріслі)

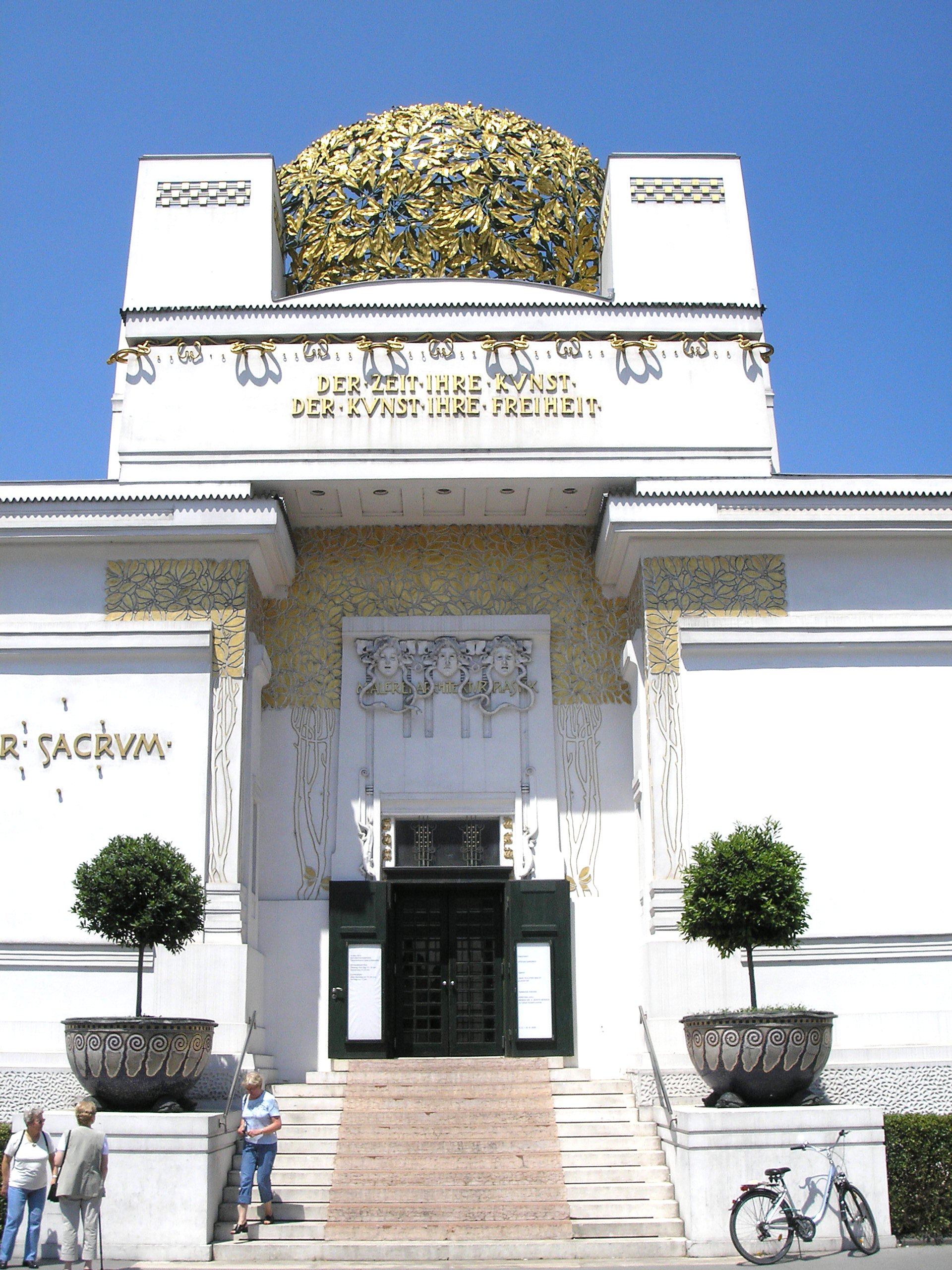
Будинок сецесіону, фрагмент головного фасаду — проєкт Йозефа Марії Ольбріха; три маски — живопис, скульптура, архітектура

У 1897 році молоді австрійські художники, скульптори й архітектори повстали проти Товариства художників Відню, академічних умовностей, історизму своїх вчителів і заснували нове творче об'єднання — сецесіон (ними були Отто Ваґнер, Йозеф Марія Ольбрих, Йозеф Гоффманн, Карл Молль, Коломан Мозер, Альфред Роллер), президентом якого виступив Ґустав Клімт. Назва походить від давньоримської історії, лат. secessio plebis — «відділення плебеїв». В одному з листів Будинку художників (виставкова структура старої організації віденських художників) Клімт писав, що їхньою метою є «встановити зв'язок між художнім життям Відня та еволюцією зарубіжного мистецтва й запропонувати виставки суто художнього характеру, вільні від потреб ринку». Представники нового об'єднання отримували замовлення на оформлення будинків, виготовлення одягу та прикрас. Молодих митців підтримали уряд, імператор, буржуазія Рінґу та мер Відня Люґер. Завдяки останньому Клімт і його товариші отримали ділянку біля церкви Святого Карла, де Отто Ваґнер побудував виставковий павільйон сецесіону. До проєкту цієї будівлі доклав руку й сам Клімт, принаймні він виконав ескізи трьох масок, що зображено над головним входом будівлі.
Виставки сецесії привертали увагу десятків тисяч відвідувачів, адже були новаторськими як за змістом, так і за формою. Зокрема, на відміну від тогочасних музеїв і художніх зібрань, у цій виставковій залі картини розміщувалися в один ряд на рівні очей.
У 1898–1903 рр. видавався журнал «Ver Sacrum» («Весна Священна»). Клімт брав участь в оформленні цього журналу, а також виконував плакати виставок. На плакаті, присвяченому першій виставці асоціації, Клімт зобразив могутнього Тезея, що готується вбити Мінотавра. Тогочасній публіці не сподобалося зображення голого чоловічого тіла, тому Клімт додав до плакату рослинний орнамент.

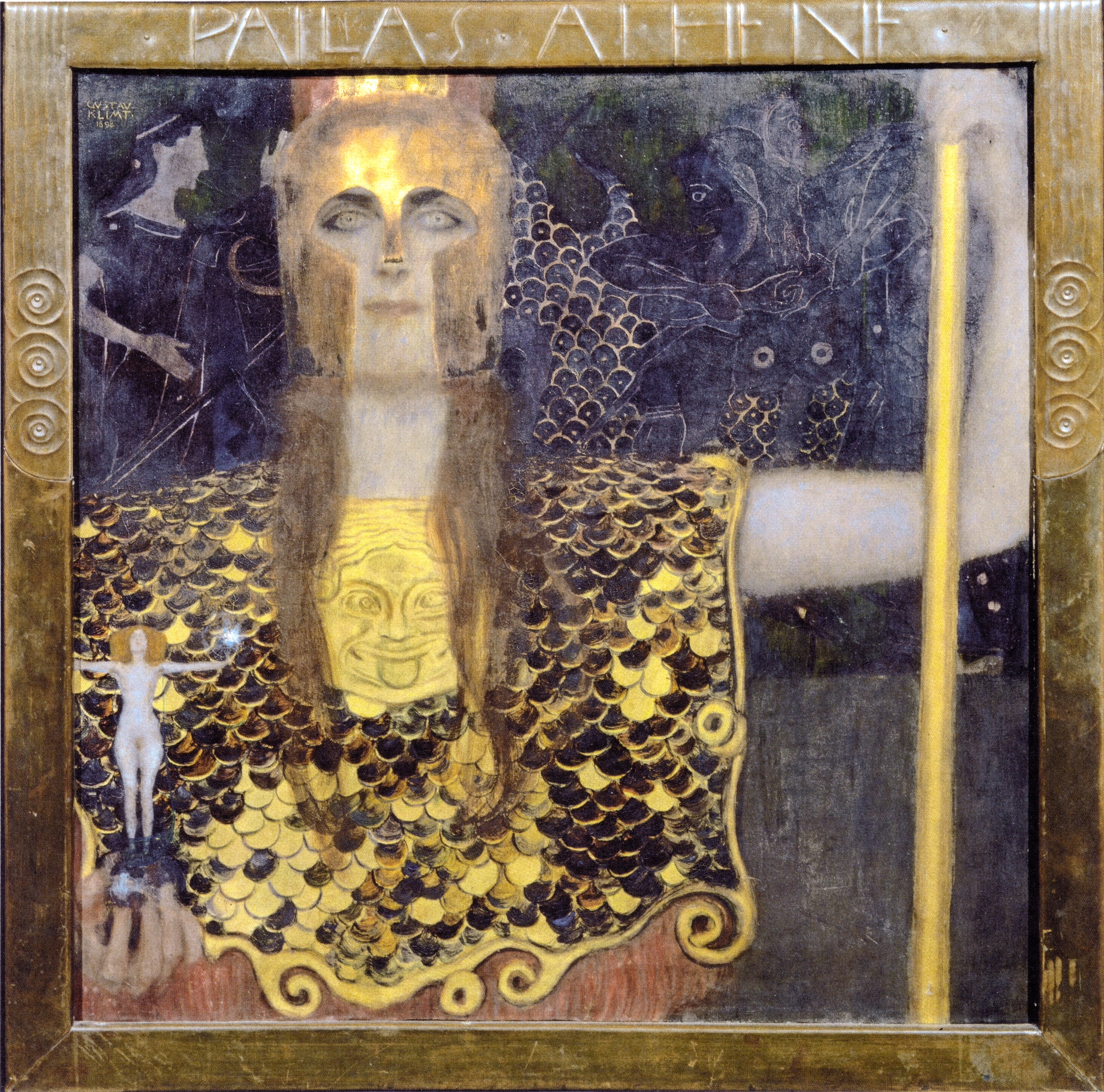
«Афіна Паллада», 1898, музей історії Відня

Аналогічне й трактування роботи «Афіна Паллада». Для академістів богиня символізувала мудрість, була заступницею мирних мистецтв і наук. Проте Клімт зображує її зі списом в лівій руці. У центрі її латів зображено голову Медузи Горгони, що їй подарував Персей. У правій руці тримає безкрилу Ніку. Манера зображення оголеної фігурки Ніки відрізняється від загального характеру полотна. У Ніці Клімт повторює образ таємничої чуттєвої жінки, що став головним у його творчості. Цей образ у 1898–1899 рр. Клімт повторює в ілюстрації до журналу «Ver Sacrum» (чорно-біла ілюстрація) й в окремій роботі «Гола Правда» (зберігається в Австрійській національній бібліотеці). В обох варіантах жінка тримає в руці дзеркало, спрямоване на глядача — істина відображає сутність людей, біля її ніг — змія. Широка рама, присутня в роботі «Гола Правда», прикрашена цитатою німецького поета Фрідріха Шиллера: «Твої справи й твоє мистецтво не можуть подобатися всім: роби те, що вважаєш вірним, для користі небагатьох. Подобатися занадто — погано» (у попередньому варіанті використовував висловлювання Леона Шеффера: «Правда — це вогонь, який освітлює й спопеляє. Гола правда»). В ній автор передбачив негативну реакцію публіки на зображення жінки без ідеалізації та міфологізації.
Афіна Паллада стала символом нового мистецтва, з'явилася на плакатах фон Штука, Кандинського.

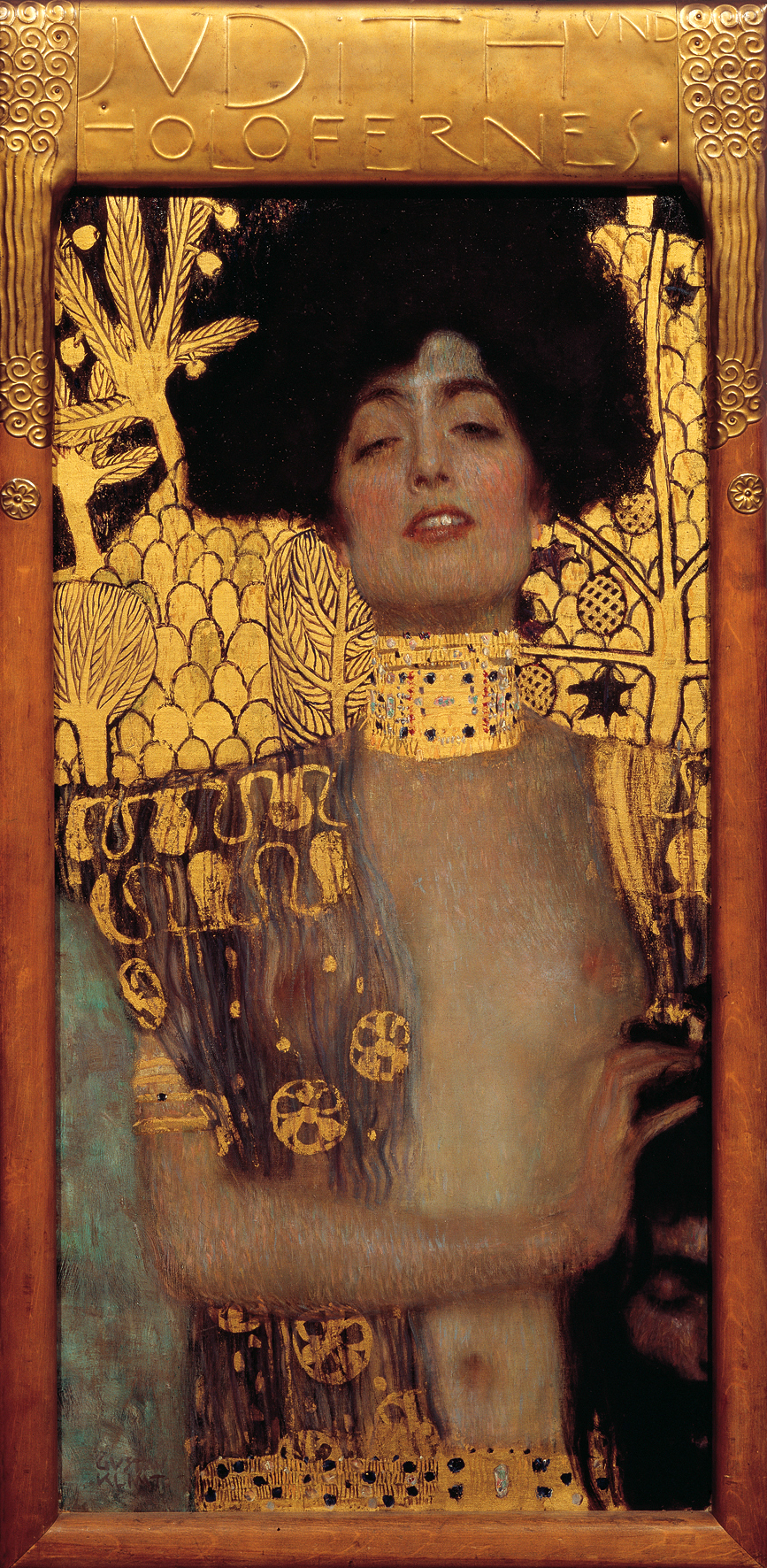
«Юдиф І», 1901, Галерея Бельведер, Відень

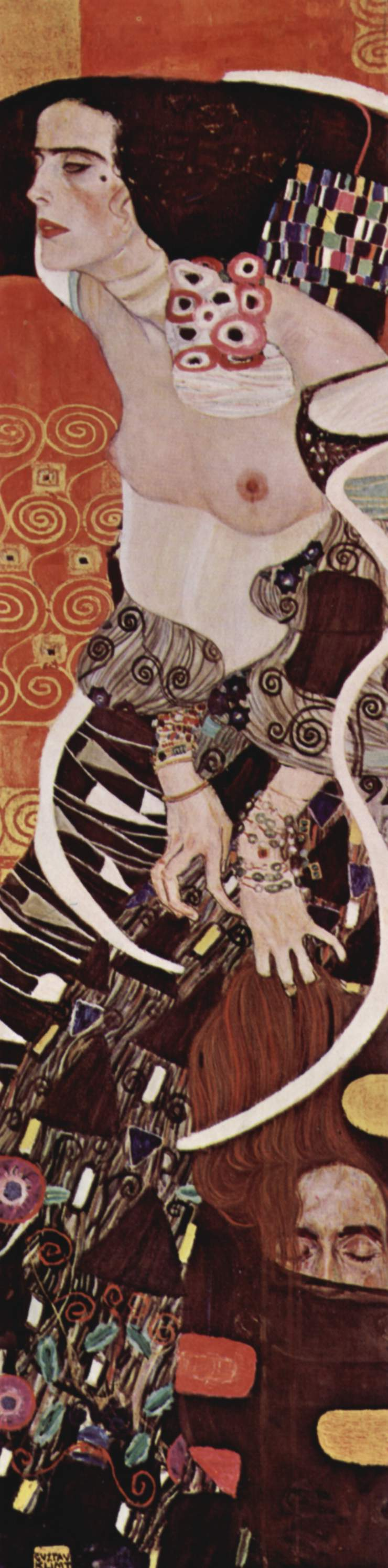
«Юдиф ІІ», 1909, Міжнародна галерея сучасного мистецтва Ка' Пезаро, Венеція

У 1901 році Ґустав Клімт створює перший варіант образу «Юдиф», другий відноситься до 1909 р.
«Юдиф І» — художник зображує безсоромну й відверту поведінку жінки, чуттєву й жорстоку водночас. За легендою Юдиф була побожною вдовою, яка стяла голову Олоферна (полководець, якого відправив Навуходоносор на облогу палестинського міста Ветилуя). Як і в багатьох інших роботах, Клімт подає еротичне трактування образу. Героїню зображено на фоні золотого умовного пейзажу — бачимо вплив мікенських геометричних прикрас (Клімт наслідував Алоїза Рігля — робота «Питання стилю», 1893). Увагу глядача притягає перш за все обличчя самої Юдиф з характерним для робіт Клімта піднятим підборіддям, прочиненими вустами. А в лівій руці жінка тримає голову свого ворога, Олоферна. У 1903 році Фелікс Сальтен описував цю роботу Клімта: «Тендітна жінка з приголомшливо цинічним поглядом і чуттєво відкритими устами».
«Юдиф ІІ» — у другому варіанті образ жінки показано більш експресивно: вигнуті лінії її пози, пальці рук, оголені груди. Жінку зображено на яскравому червоному фоні з золотим орнаментом, реалістично зображену голову Олоферна приховано за тканиною сукні Юдифі.
Паралелі образу рокової Юдифі можна знайти в поезії символізму, наприклад, у творі Шарля Бодлера «Гімн красі»: «Чи ти зійшла з зорі, чи вийшла із провалля, Йде фатум, наче пес, за покроком твоїм;
I, розсіваючи біду чи безпечалля, У всьому вільна ти, хоч пані над усім!» (переклад Д. Павличка)
У 1903 р. двічі відвідує Італію, вивчає візантійські мозаїки в Равенні. Надалі майстер намагався передати кольорове скло, смальту мозаїки й інших матеріалів.
Індивідуальний стиль Клімта був високо оцінений в Італії, вплинув на таких художників, як Ґалілео Кіні, Плініо Номелліні, Вітторіо Дзеккін. Флорентієць Ґалілео Кіні (1873—1976) у 1896 році створив мануфактуру «Мистецтво кераміки», де відтворював виробництво італійської кераміки. У 1917 році створив 22 панно для зали, присвяченої роботам слов'янського скульптора Івана Местовича на Бієннале. Саме в цей період відслідковується вплив Клімта на роботи італійця. В полотні «Вічно юна весна» (1914) він доводить до абсолютизму орнаментальний ефект.
Деякі автори стверджують, що Клімт не лише мав вплив, але й безпосередньо навчав у Відні українського митця Федора Кричевського, у композиції триптиху якого «Життя» вчувається виразний вплив клімтового «Поцілунку».
Роботи Клімта друкувалися в журналах й з'являлися на виставках: Венеційська бієнале 1899, Міжнародна виставка в Римі, бієнале 1910 (тут виставив 22 роботи), Римська виставка 1911 (здобув вищу нагороду).

### Спілка австрійських художників
У 1902 році він створив Бетховенський фриз для лівого бічного залу віденського будинку Сецесіону (зі скульптурою Бетховена роботи Клінґера). Ці роботи було презентовано на XIV виставці Сецесіону, яка було цілком присвячена Людвигу ван Бетховену та супроводжувалася виконанням четвертої частини Дев'ятої симфонії композитора.
У 1906 році Клімт вийшов із Сецесіону та заснував нову Спілку австрійських художників. У 1908 році за ініціативи Карла Моля та з підтримкою Клімта було організовано виставку сучасних художників (у тому числі Кокошки й Еґона Шіле), яку було приурочено до шістдесятиріччя кайзера. Над входом до виставки було розміщено девіз Людвіґа Гевезі «Часу — мистецтво, мистецтву — свободу!».
У 1898—1908 рр. звертався до зображення життя підводного світу: роботи «Риб'яча кров» (графічний твір для журналу «Ver Sacrum»), 1898; «Рухи води», 1898; «Золоті рибки», 1901–1902; «Водяні змії І», 1904–1907; «Водяні змії ІІ», 1904–1907. На полотнах бачимо міфологічних істот, сирен — наполовину риб, наполовину жінок, що своїм співом зачаровували й доводили до згуби моряків. Тема розвиває уявлення Клімта про жінку як демонічну істоту. Художник передає плавні рухи жінок у воді, їхнє плинне волосся.
Полотно «Золоті рибки» було виставлене в Дрездені в 1904 р., проте викликало бурхливу реакцію влади й було зняте з експозиції. Роздратований Клімт передавав друзям своє бажання перейменувати роботу на «Моїм наклепникам» (натякаючи на відверту позу жінки на першому плані).
На цих роботах для персонажів Клімт обирає оригінальні ракурси: зображує ззаду, знизу. В роботі «Рухи води» використав діагональну композицію, що додало динамізму картині.
Поєднання відвертої еротичності, ніжності, привабливості й жорстокості, фатальності характерне для творчості багатьох художників цього періоду. Жінок в образі сирен і русалок зображали Едвард Мунк, Арнольд Беклін, Макс Клінґер. Поєднання протилежностей в одному образі також можна спийняти як поєднання образів Ероса і Танатоса (теорія Фройда).
Ці полотна, а також найвідоміші роботи Клімта «Полілунок», «Юдиф» і «Надія» називають групою алегорій.
«Надія І» — на першому плані бачимо оголену жінку на пізньому періоді вагітності. Вона представлена без прояву соромливості, з цікавістю оглядається на глядача. Проте позаду неї зображено всі загрози й жахи, що переслідують майбутню матір (мотив, використаний раніше в «Коханні», 1895). Поєднує натуралізм в зображенні першої фігури й умовність деформованих облич й оголеного черепа на задньому плані.
Більшу роль відіграє орнамент у «Надії ІІ» (1907–1908).
У найбільш зрілий етап «золотого стилю» виконано картину «Поцілунок». Темою є поєднання чоловічого (виражено в прямокутному орнаменті) й жіночого (кола). Жінка стоїть на колінах, спирається на заквітчану землю. Нижню частину чоловічої фігури зображено невизначено. У 1908 р. була презентована на художній виставці Кунстшау, після чого її придбала Державна галерея.
До теми забороненого кохання звертається в 1907–1908 рр. — «Даная». Жінка знаходиться наодинці, заглиблена в мрії чи сновидіння.

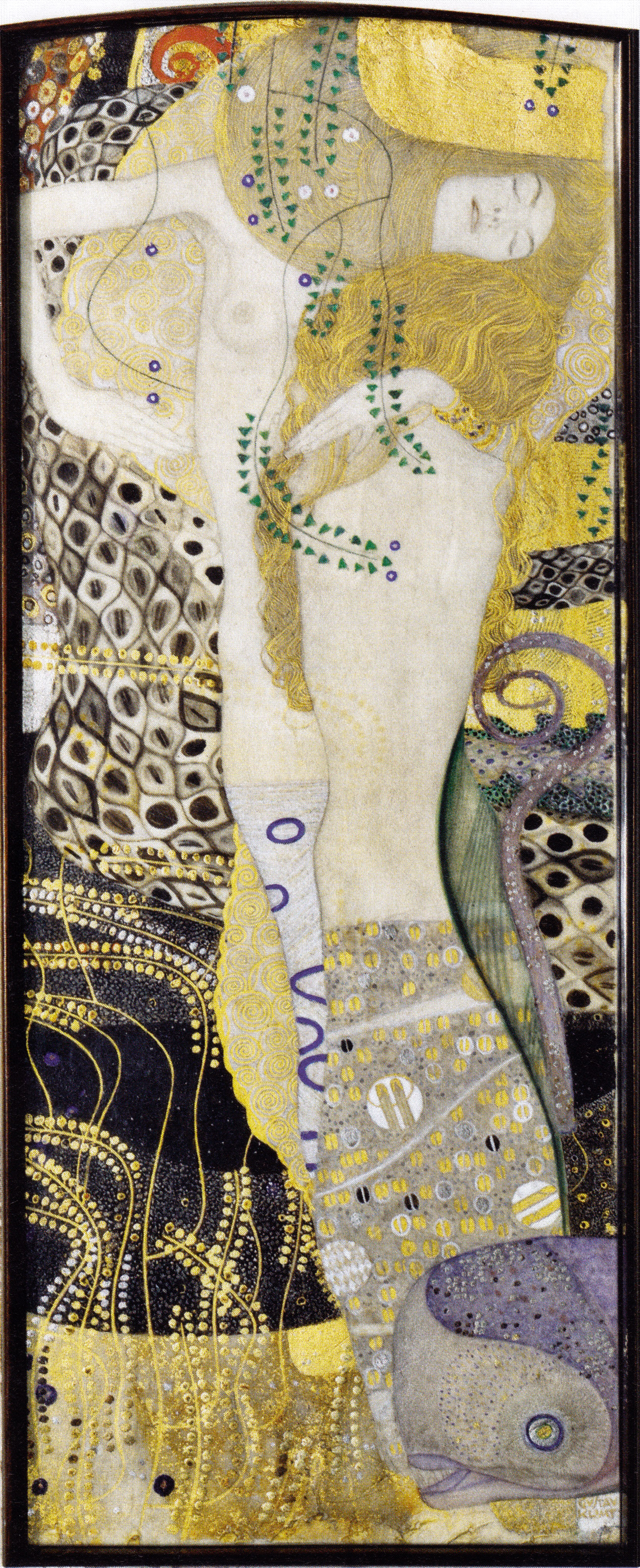
«Водяні змії І», 1904–1907, Відень, галерея Бельведер
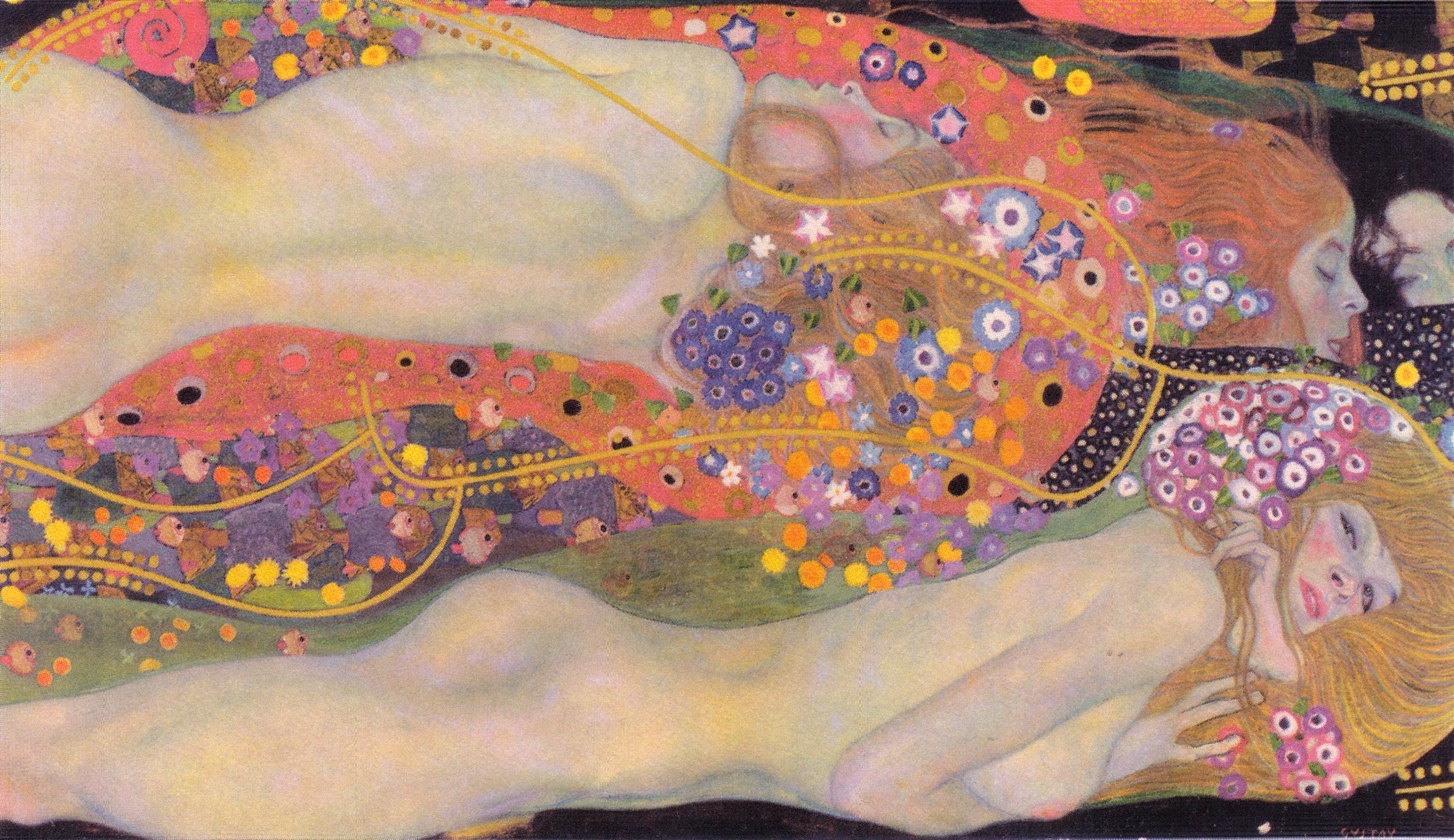
«Водяні змії ІІ», 1904-1907
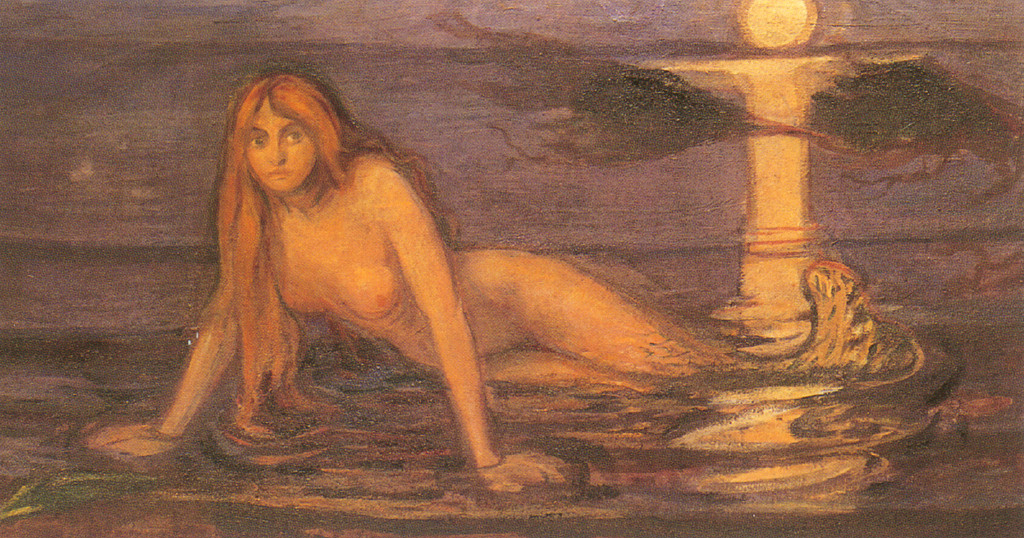
Едвард Мунк «Дівчина з моря», 1896

### Портрети

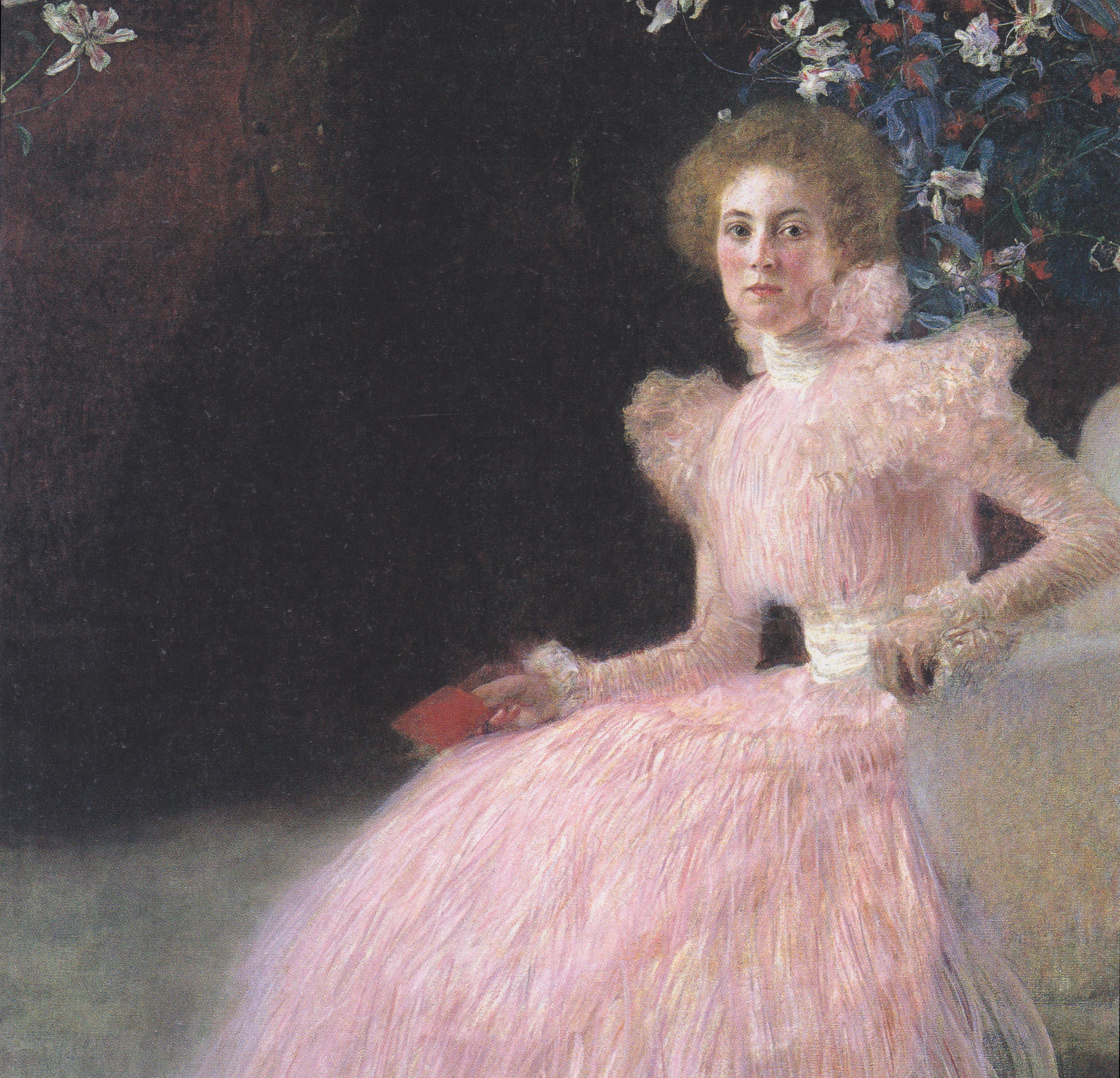
Портрет Соні Кніпс, 1898

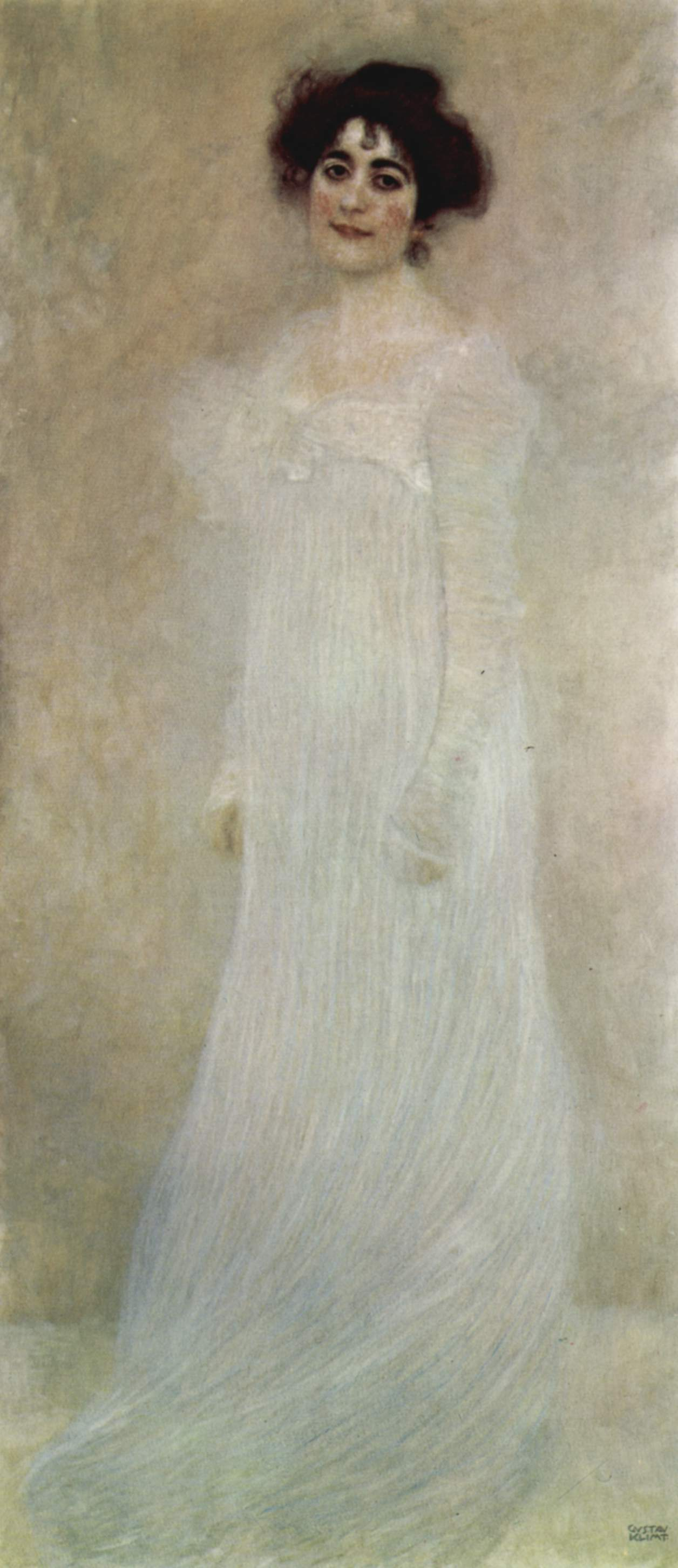
Портрет Серени Ледерер, 1899

До 1894 року відноситься «Портрет дами» — швидше за все, зображено дружину Авґуста Гайманна — поціновувача та колекціонера мистецтва.
У 1898 було виконано портрет Соні Кніпс (Австрійська галерея, Бельведер, Відень), дружини багатого банкіра й підприємця. Зображення у повний зріст дало можливість оригінально вибудувати композицію, показати її легку сукню. Центр композиції (фігура дівчини) різко зміщено до правого краю картини — асиметричність, притаманна японським гравюрам, мода на які зберігалася в мистецькому середовищі. Клімт використовує неоднозначне поєднання легкої рожевої сукні портретованої та темного тривожного фону, ніжних квітів на задньому плані та напруженої пози дівчини, що судомно схопилася за стілець.
У наступному році було написано портрет Серени Ледерер (Художній музей, Базель), який відрізняється простішою композицією — полотно вузького вертикального формату майже повністю заповнене фігурою. Нейтральний фон не прив'язує даму до конкретної обстановки. В загальній пастельній гамі виділяється темне волосся жінки й яскраві риси обличчя. Дивовижна манера Клімта-портретиста полягає в надзвичайно реалістичному зображенні обличчя й особливій передачі фактури тканини.

### Пейзажі
У 1900–1916 роках Клімт часто відпочивав влітку на озері Аттер, на схід від Зальцбурґу. Художник залишив близько п'ятдесяти пейзажів, для всіх характерним є завищений або занижений горизонт, однаково чітке моделювання як ближніх, так і дальніх об'єктів, статичність. Імовірно, Клімт малював на пленері, проте не вводить оптичний ефект, який був відкритий імпресіоністами. У пейзажах для художника головне не передати миттєвість, а їх декоративність. Дерева чітко замкнені в квадратний формат роботи, що створює враження контрольованості, логічності природи. Природа не виступає тлом для подій, а є самоцінною, наділяється символічним змістом. Присутній вплив техніки пуантилістів.
У 1905 році він вийшов разом їз групою інших художників, серед яких був також Карл Молль, з Сецесії, тому що деякі з його колег (серед них Josef Engelhart) дотримувалися занадто «натуралістичного» стилю. Картини Клімта було прибрано з будинку Сецесії. У 1907 році Клімт вперше зустрівся з Еґоном Шіле. У 1908 році відбулася перша виставка групи Клімта, яка покинула Сецессію. З 1909 по 1911 роки виник начерк Stoclet — фризу для спроєктованого Йозефом Гофманом Палацу Стокле в Брюсселі.
Про значення Клімта для тодішнього мистецького життя свідчать численні виставки за кордоном. У 1908 році він виставлявся у Празі та Дрездені, в 1909 році — в Мюнхені, в 1910 — у Венеції на IX бієнале, в 1911 — в Римі, в 1912 — знову в Дрездені, в 1913 — в Будапешті, Мюнхені та Мангаймі, в 1916 — на виставці Bundes Österreichischer Künstler у Берліні разом з Шілє та Кокошкою. У 1917 році Клімта було обрано почесним членом Віденської академії образотворчих мистецтв (Akademie der bildenden Künste Wien) та мюнхенської Академії.
Тісна дружба пов'язувала Клімта з засновниками Віденських майстерень (Wiener Werkstätte) Йозефом Гофманом (Josef Hoffmann) та Коломаном Мозером.

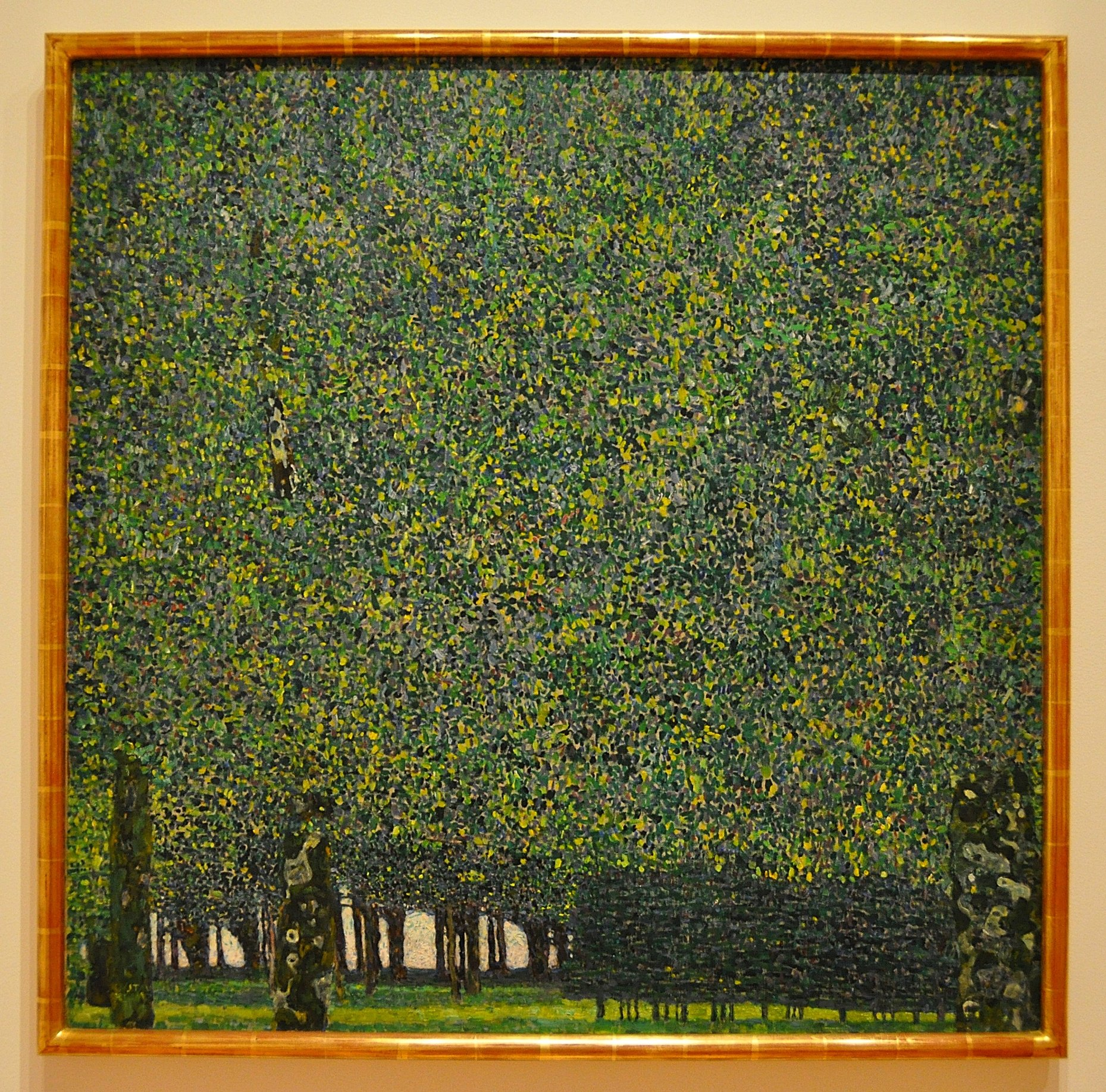
«Парк», 1910
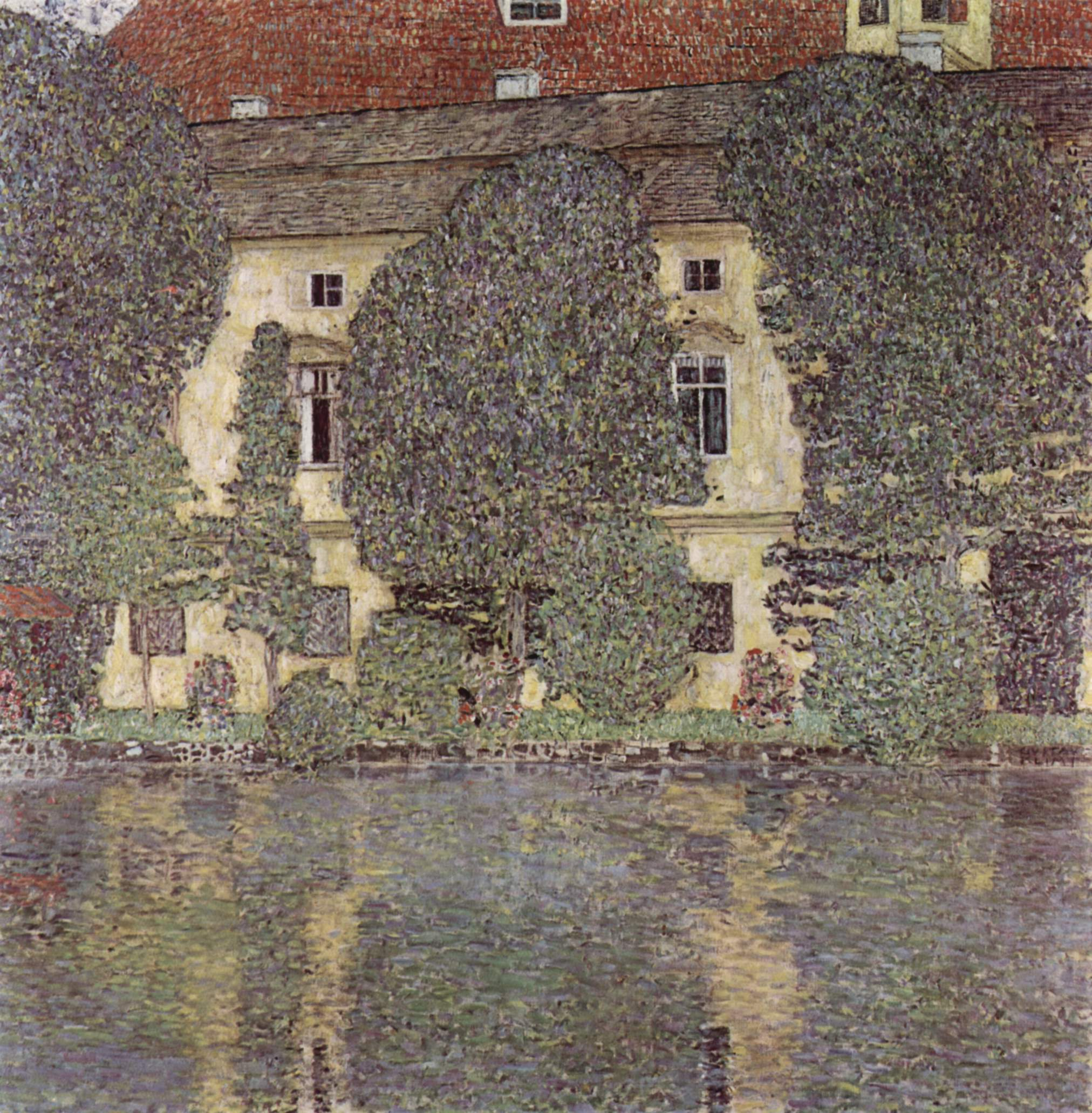
«Палац Каммер на озері Аттер ІІІ», 1910, галерея Бельведер, Відень
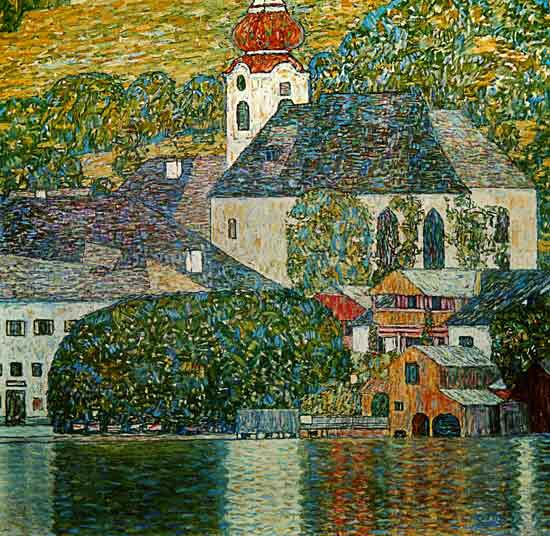
«Церква в містечку Унтерах», 1916
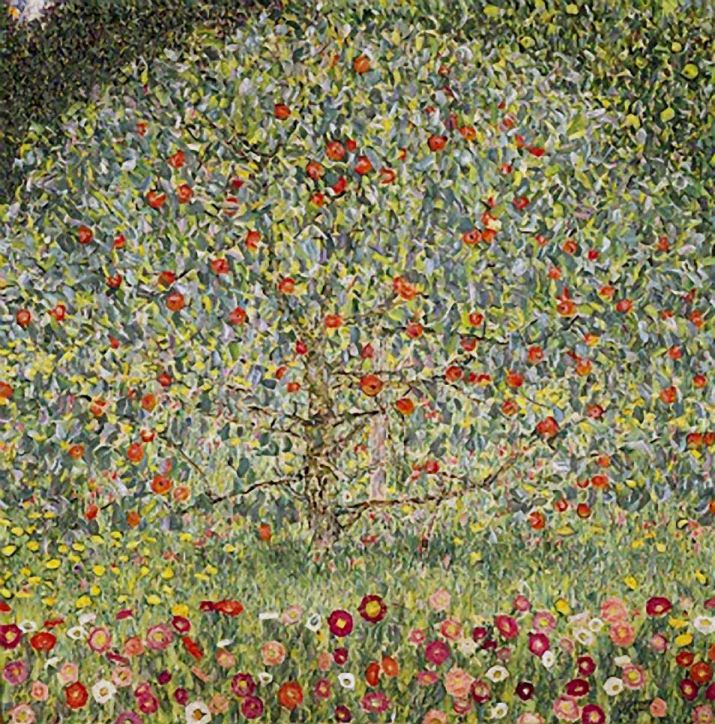
«Яблуня І», 1912
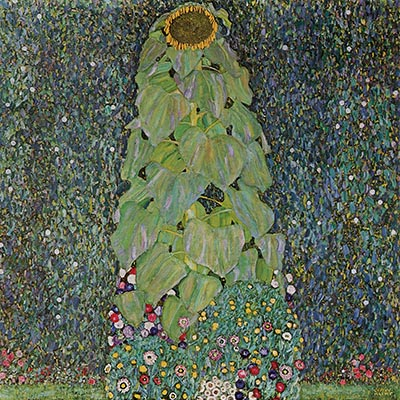
«Соняшник», 1905-1907
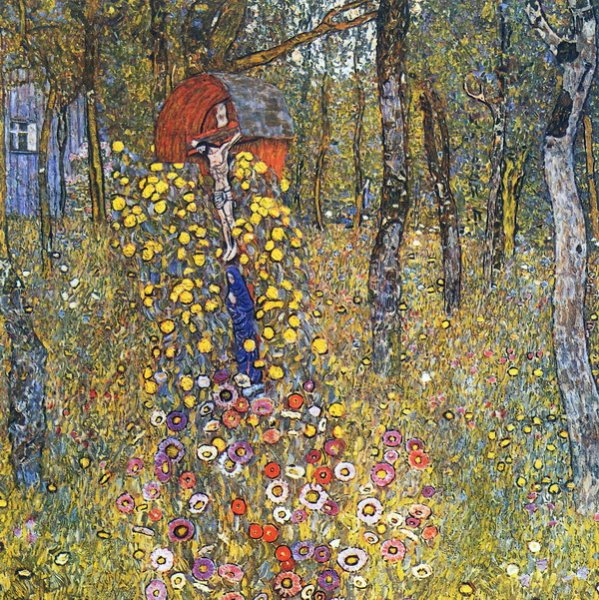
«Сільський пейзаж із розп'яттям», 1911-1912 (не збереглася)
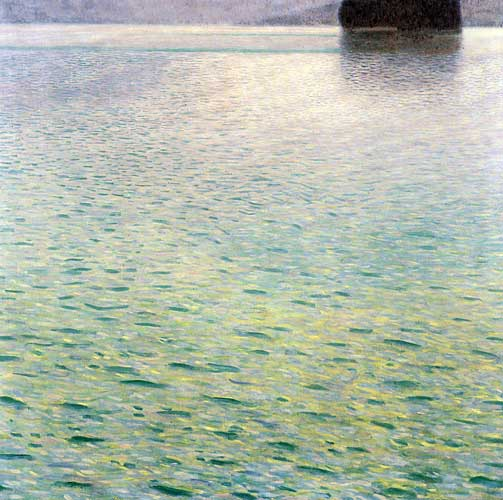
«Острів на озері Аттер», 1901-1902
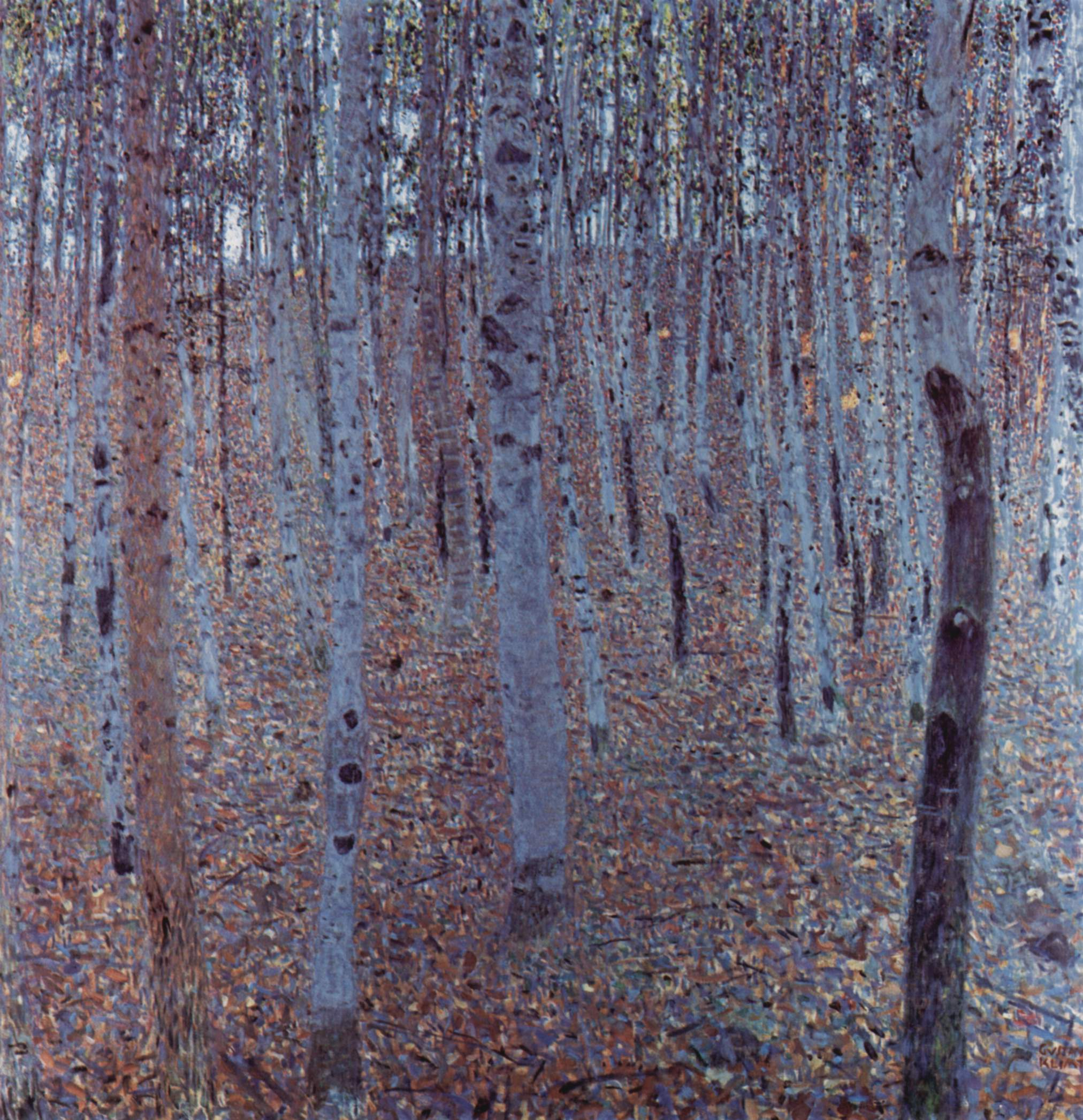
«Буковий гай І», 1902, Галерея нових майстрів, Дрезден

## Ушанування
Монумент на честь художника створив відомий скульптор України — Зноба Валентин Іванович, відкрито у Відні у 2005 році.
У 2006 році було презентовано біографічний кінофільм «Клімт» (режисер — Рауль Руїс, в головній ролі — Джон Малкович), у 2009 році відбулася прем'єра мюзиклу «Ґустав Клімт», в якому роль художника виконав Андре Бауер.
Для Австрійської республіки Ґустав Клімт є одним із національних брендів, які використовуються для популяризації австрійської культури.
Часопис «Збруч» протягом 2013 року більш ніж 10 разів публікував роботи Клімта на своїх заставках.
У 2021–22 роках користувалась популярністю «Іммерсивна інсталяція» за мотивами творів Клімта — проєкція мотивів та фрагментів творів на всі поверхні приміщення, поєднана з музичним супроводом.
- 16445 Клімт — астероїд, названий на честь художника[27].

### В ужитковому мистецтві
Мотиви Клімта стали надзвичайно популярними в оформленні і декорі тисяч різноманітних предметів — посуду, прикрас, одягу, друкованої продукції та інших виробів. Найвідомішу картину Ґустава Клімта «Поцілунок» тисячі разів увічнювали не лише на репродукціях, але й на кавових чашках, футлярах для окулярів, краватках тощо.

### У літературі
Таня Малярчук згадує Клімта в колі інших митців та діячів «золотого» віденського періоду — Ґеорґа Тракля, Оскара Кокошку, Еґона Шіле, Артура Шніцлера, Отто Ваґнера, Йозефа Рота, Гуґо фон Гофмансталя та Зиґмунда Фрейда як символ витонченого, манірного, спокійного життя перед Першою світовою війною.

## Галерея

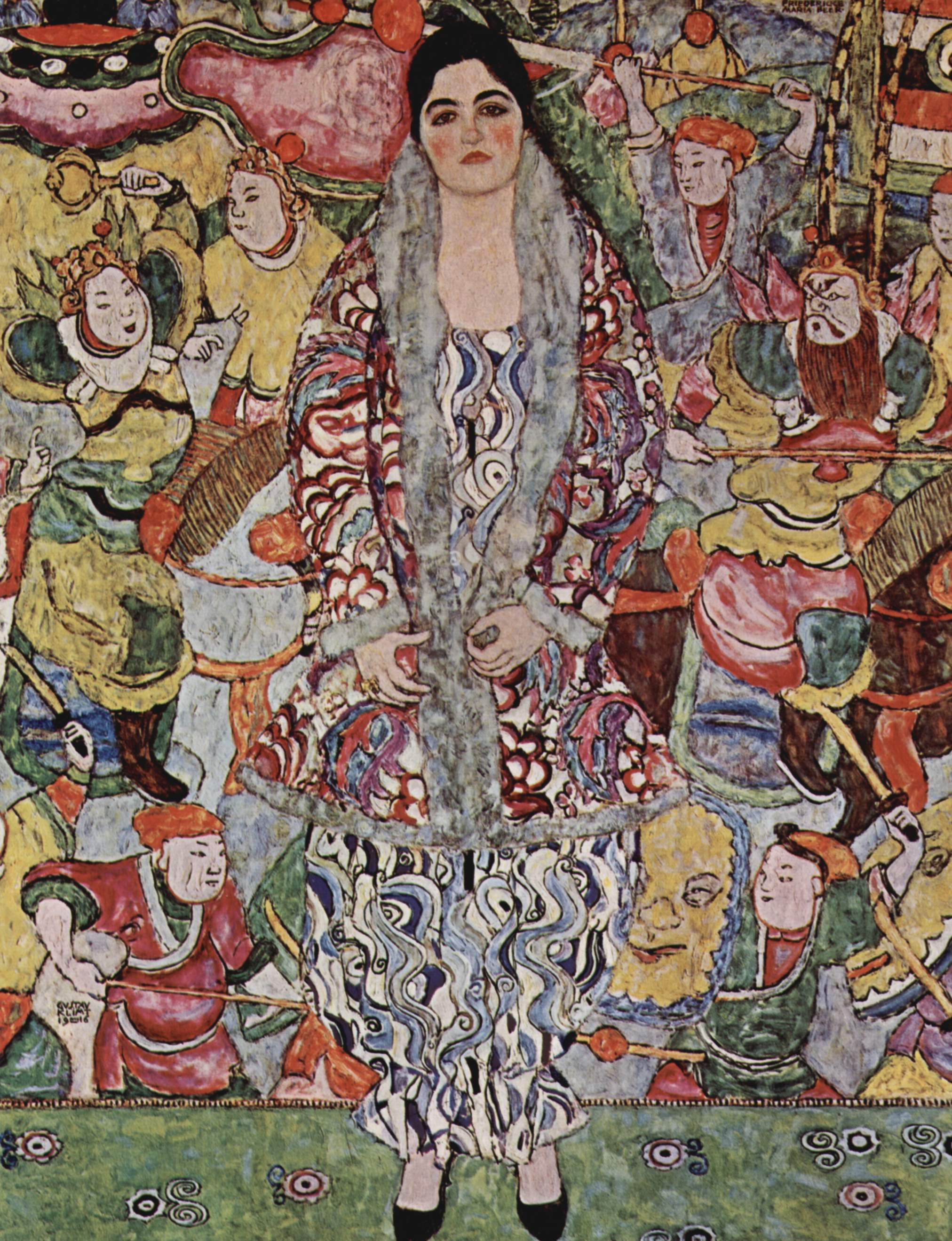
Портрет Фредеріки Марії Беєр (1918)
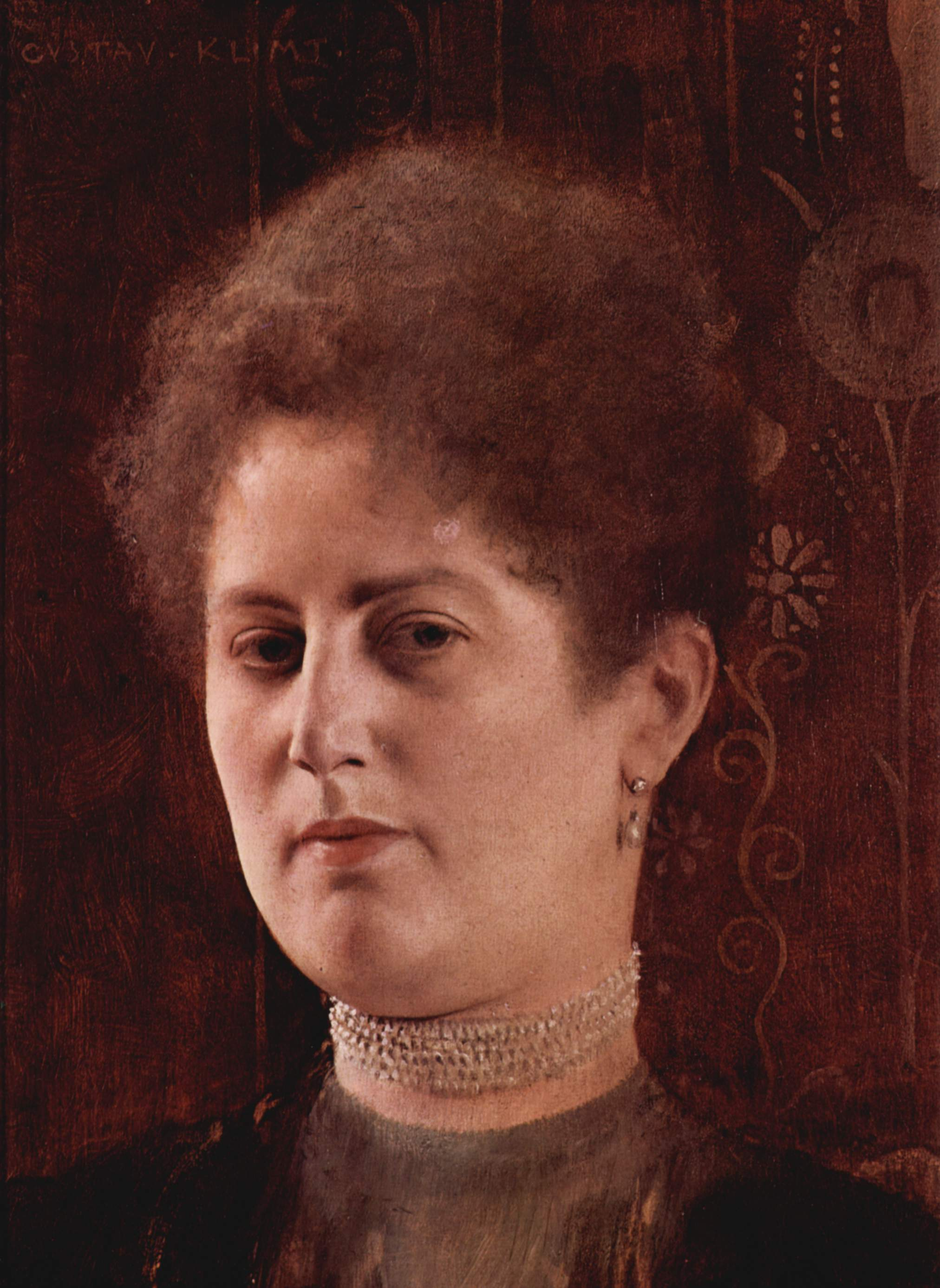
Портрет невідомої (1894)
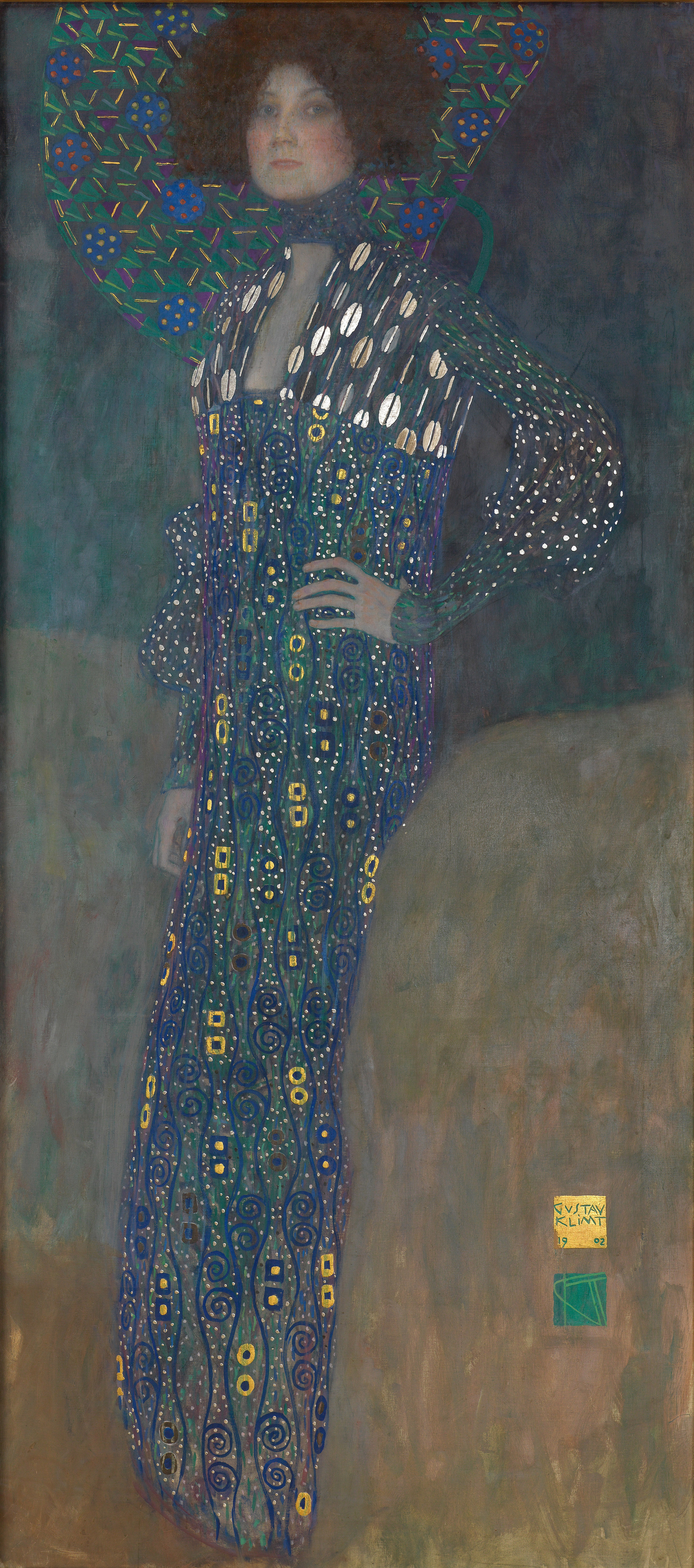
Портрет Емілії Флєге (1902)
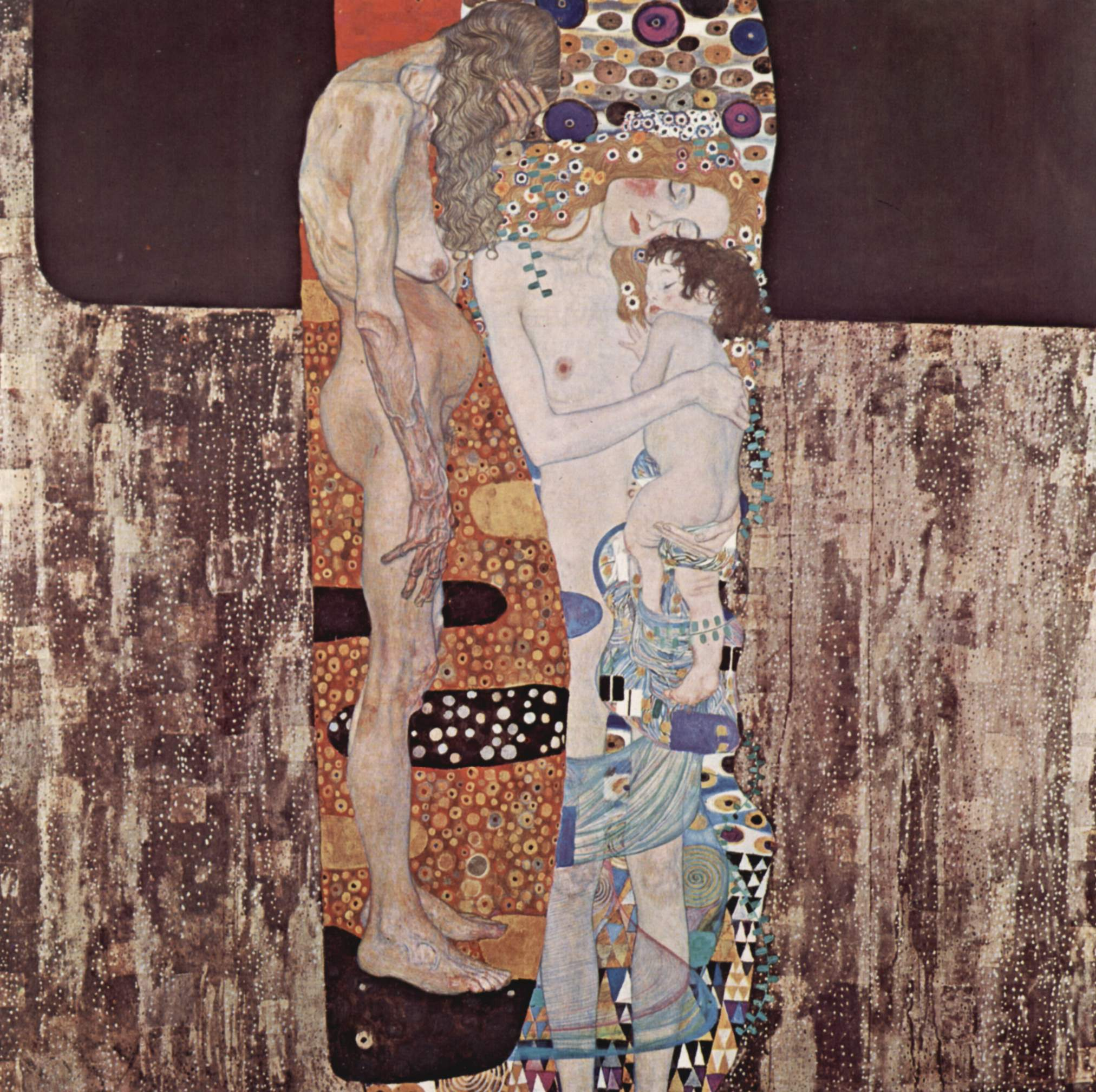
Три віка жінки (1905)
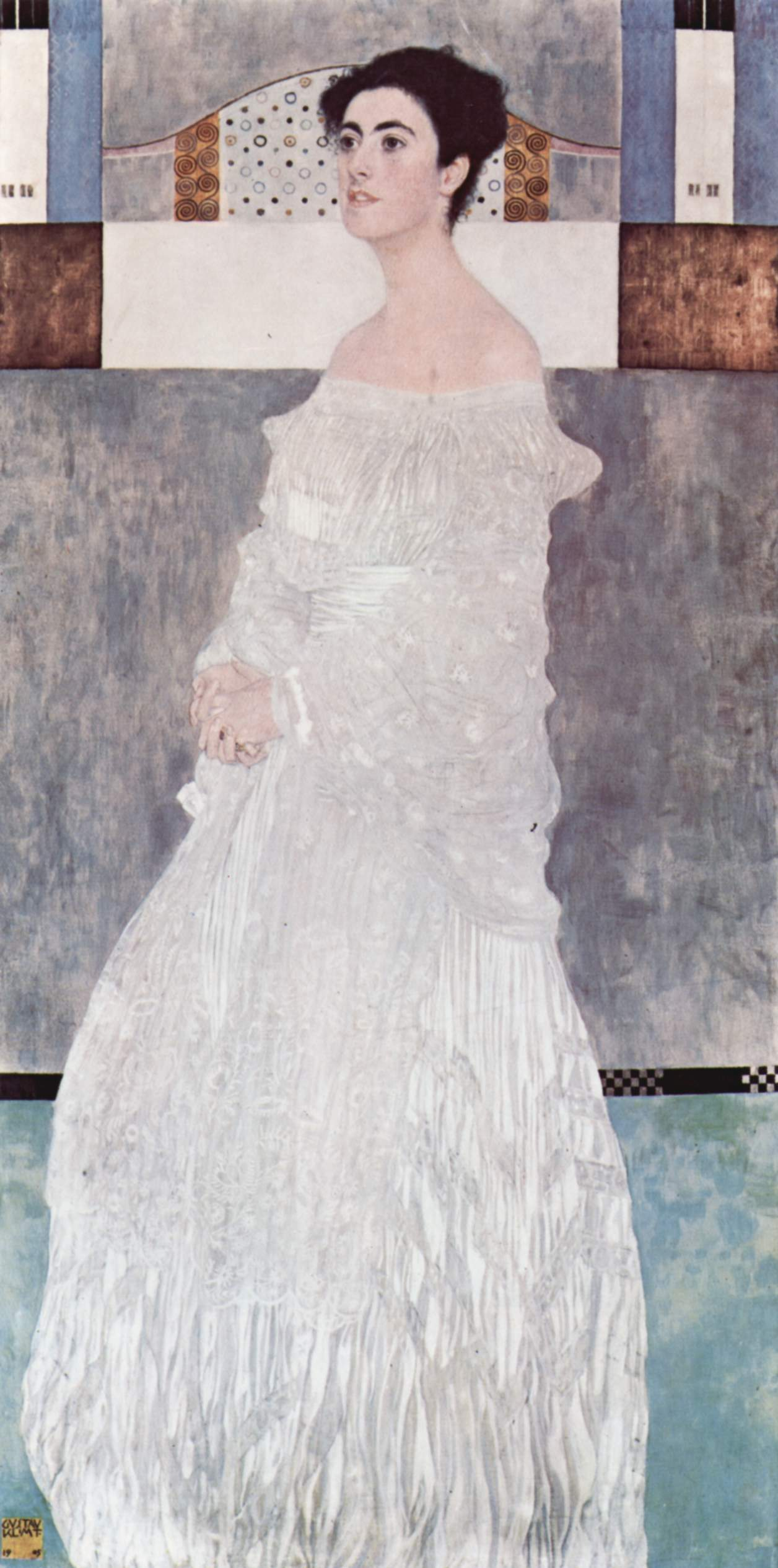
Портрет Маргарет Стронбороу-Віттгенштайн (1905)
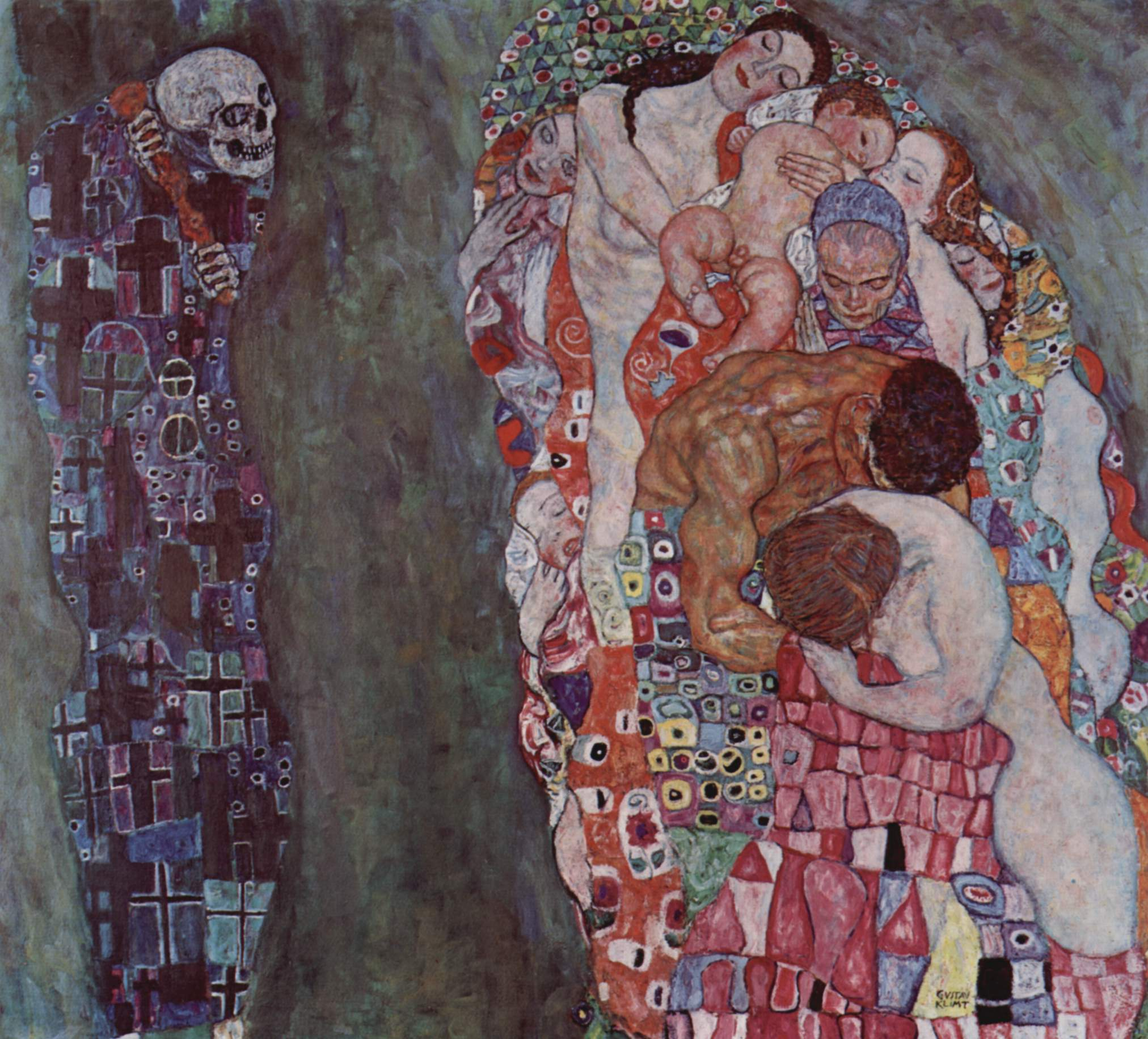
Життя та Смерть (1908-1911)